# Ai Cập cổ đại dưới góc nhìn phương Tây

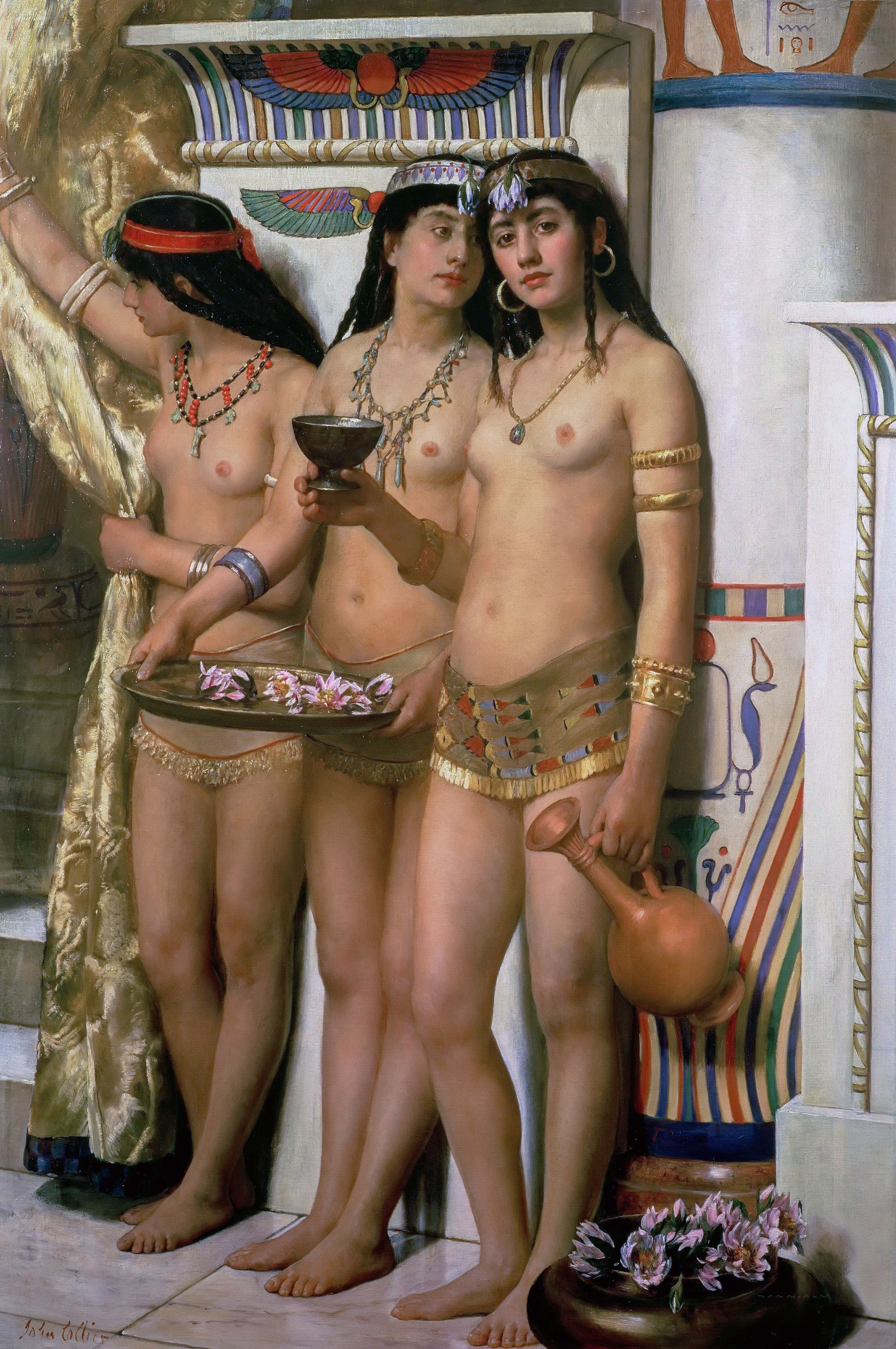
Họa phẩm của John Collier năm 1883 về các tỳ nữ của Pharaoh

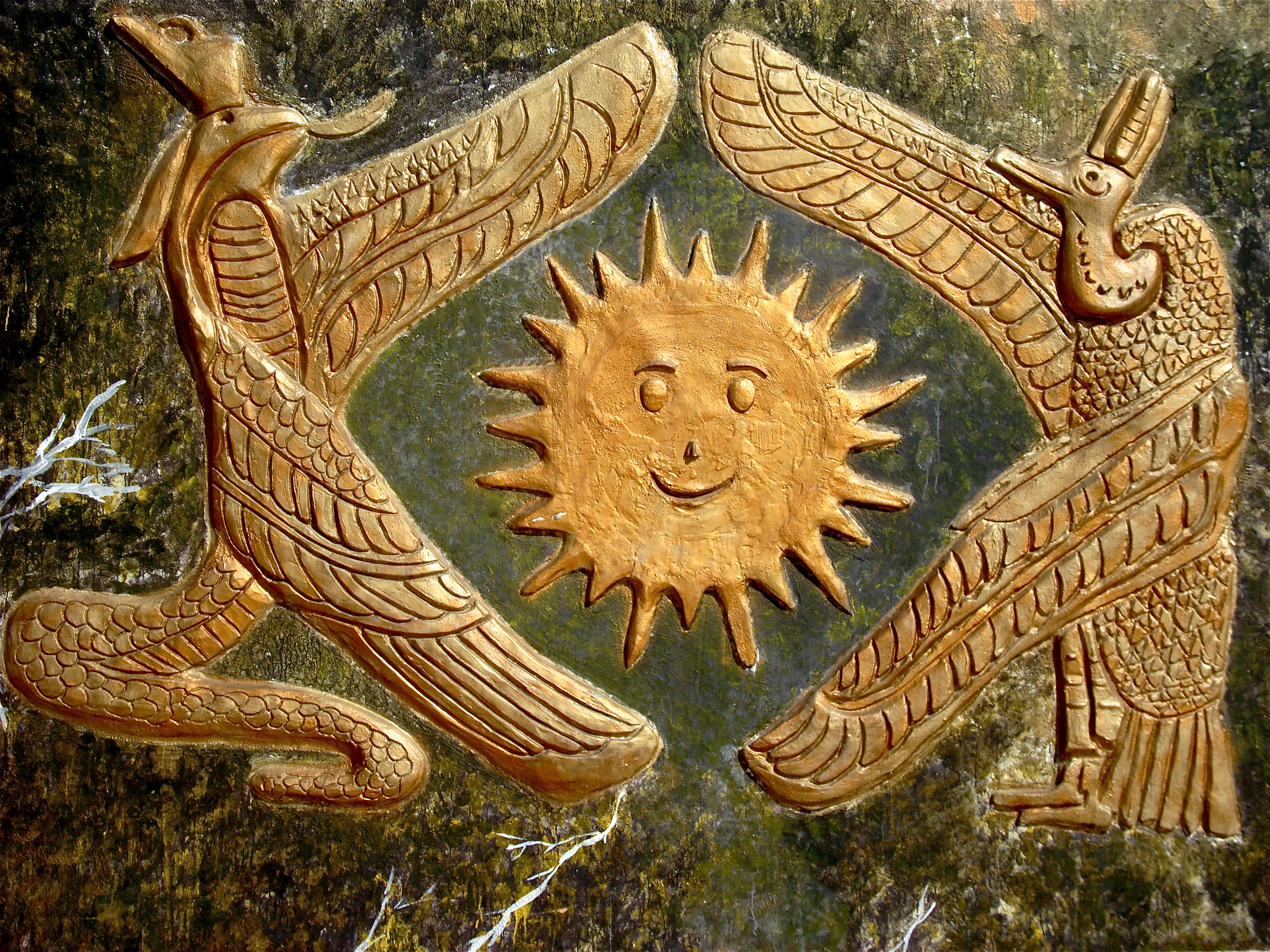
Biểu tượng hoa văn của Ai Cập

Ai Cập cổ đại dưới góc nhìn của thế giới phương Tây (Ancient Egypt in the Western imagination) là một hình ảnh huyền bí thông qua truyền thống văn hóa Hy Lạp và Do Thái. Đất nước Ai Cập vốn đã cổ xưa đối với người ngoài, và ý tưởng về Ai Cập ít nhất vẫn tiếp tục có ảnh hưởng trong lịch sử tư tưởng như chính bản thân Ai Cập xét ở góc độ lịch sử thực tế. Tất cả văn hóa Ai Cập đã được trao truyền sang văn hóa La Mã và văn hóa châu Âu hậu La Mã thông qua lăng kính của các quan niệm Hy Lạp hóa về nó, cho đến khi Jean-François Champollion giải mã chữ tượng hình Ai Cập vào những năm 1820 khiến các văn tự Ai Cập trở nên dễ đọc để cuối cùng cho phép hiểu Ai Cập là chính bản thân người Ai Cập họ đã hiểu điều đó.
Sau thời cổ đại, hình ảnh Cựu Ước về Ai Cập là vùng đất nô lệ của người Do Thái chiếm ưu thế và hình tượng "Pharaoh" trở thành từ đồng nghĩa với chế độ chuyên quyền và áp bức trong thế kỷ XIX. Tuy nhiên, tư duy Khai sáng và những khám phá thuộc địa vào cuối thế kỷ XVIII đã làm mới mối quan tâm đến Ai Cập cổ đại vừa là hình mẫu vừa là sự thay thế độc lạ cho văn hóa phương Tây, đặc biệt là nguồn gốc của trường phái Lãng tử Romantic trong kiến trúc cổ điển hóa. Mặc dù sự chiếm đóng của thực dân phương Tây đến Ai Cập đã phá hủy một phần quan trọng các di sản lịch sử quốc gia, nhưng vẫn có một số người ngoại quốc đã để lại những dấu ấn tích cực hơn. Lấy ví dụ như Napoleon, ông đã chỉnh lý lại những nghiên cứu hàng đầu về Ai Cập học khi ông mua chúng từ khoảng 150 nhà khoa học và họa sĩ để học hỏi cùng với tài liệu lịch sử tự nhiên về Ai Cập, được phát hành trong chuỗi ấn phẩm Description de l'Égypte (Diện mạo Ai Cập).
Văn hóa và các công trình kiến trúc của Ai Cập cổ đại đã để lại một di sản lâu dài cho thế giới, như sự thờ cúng nữ thần Isis đã trở nên phổ biến vào thời đế quốc La Mã, các cột tháp tưởng niệm và các di tích khác đã được vận chuyển đến Rome. Người La Mã cũng nhập khẩu vật liệu xây dựng từ Ai Cập để xây dựng nên các kiến trúc mang phong cách Ai Cập. Những nhà sử học đầu tiên như Herodotus, Strabo và Diodorus Siculus đều nghiên cứu và viết các tác phẩm về vùng đất, mà người La Mã coi là một vùng đất huyền bí. Trong suốt thời Trung Cổ và Phục Hưng, nền văn hóa đa thần của người Ai Cập vốn đã suy tàn sau khi Kitô giáo nổi lên và sau này là Hồi giáo, lại luôn nhận được sự quan tâm trong các tác phẩm của các học giả thời Trung Cổ như Dhul-Nun al-Misri và al-Maqrizi. Trong các thế kỷ XVII và XVIII, khách bộ hành và khách du lịch châu Âu đã mang về các cổ vật và viết nên những câu truyện ngắn về các cuộc hành trình của họ, điều này đã tạo nên một làn sóng Egyptomania trên khắp châu Âu. Làn sóng mới này khiến cho các nhà sưu tập đổ xô đến Ai Cập, họ đã mua, chiếm đoạt và được tặng nhiều cổ vật quan trọng.

## Thời Cổ đại

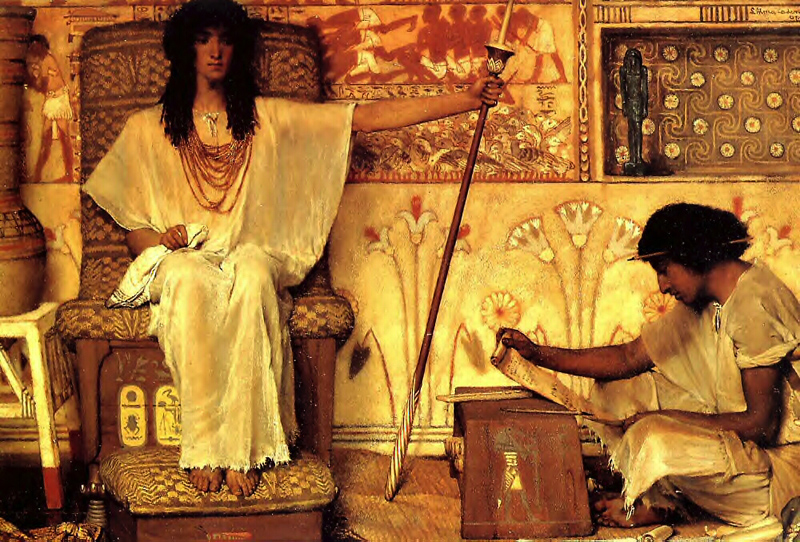
Họa phẩm của Joseph Overseer về Pharaoh

Trong tác phẩm Lịch sử-Quyển II, nhà sử học Herodotus đã đưa ra một mô tả chi tiết nếu có màu sắc và giàu trí tưởng tượng có chọn lọc về Ai Cập cổ đại. Ông ca ngợi việc nông dân bảo tồn lịch sử thông qua truyền khẩu và lòng mộ đạo của người Ai Cập. Ông liệt kê nhiều loài động vật mà Ai Cập là quê hương của chúng, bao gồm phượng hoàng và Con rắn có lông, đồng thời đưa ra những mô tả không chính xác về hà mã và rắn có sừng. Herodotus khá chỉ trích những câu chuyện mà ông nghe được từ các thầy tế (II,123), nhưng sau này Diodorus Siculus, người đã đến thăm Ai Cập thời Hy Lạp hóa vào thế kỷ 1 trước Công nguyên, đã ghi nhận những gì ông được các linh mục kể: rằng nhiều người Hy Lạp nổi tiếng với các triết gia đã nghiên cứu ở Ai Cập.
Cả Plutarch và Diogenes Laërtius (thế kỷ thứ III) đều đề cập rằng Thales đã học ở Ai Cập, trong khi không có thông tin thực sự nào được biết về Thales từ thời của ông. Iamblichus của Chalcis vào thế kỷ thứ III sau Công nguyên bẩm báo rằng Pythagoras đã học ở Ai Cập trong 22 năm. Từ những thư tịch cổ điển đã phát triển như vậy, một Ai Cập huyền thoại nổi lên như quê hương của Tôn giáo, Trí tuệ, Triết học và Khoa học. Đối với người La Mã, một Ai Cập đã bị lôi kéo vào lĩnh vực kinh tế và chính trị của La Mã vẫn là nguồn gốc của những điều huyền diệu với hệ động vật độc lạ của sông Nile được thể hiện trong Bức khảm sông Nile của Palestrina nổi tiếng, và các biểu tượng La Mã hóa đã được phát triển cho "Bộ ba Alexander" gồm Isis, những người đã phát triển một lượng người theo La Mã rộng rãi, Harpocrates, "thần im lặng", và chủ nghĩa đồng bộ của Ptolemaic của Serapis.

## Trong Kinh thánh
Ai Cập đã được nhắc đến 611 lần trong Kinh Thánh từ Genesis 12:10 và Revelation 11:8. Thông qua Thánh kinh Bản Bảy Mươi, qua đó hầu hết những người theo đạo Cơ đốc đều biết đến Kinh thánh tiếng Do Thái, được ủy quyền ở Alexandria, nó được ghi nhớ, với sự tô điểm rằng mặc dù bảy mươi học giả đã thiết lập để nghiên cứu các văn tự này một cách độc lập, nhưng một cách kỳ diệu là mỗi người đã đến được đích với cùng một bản dịch.

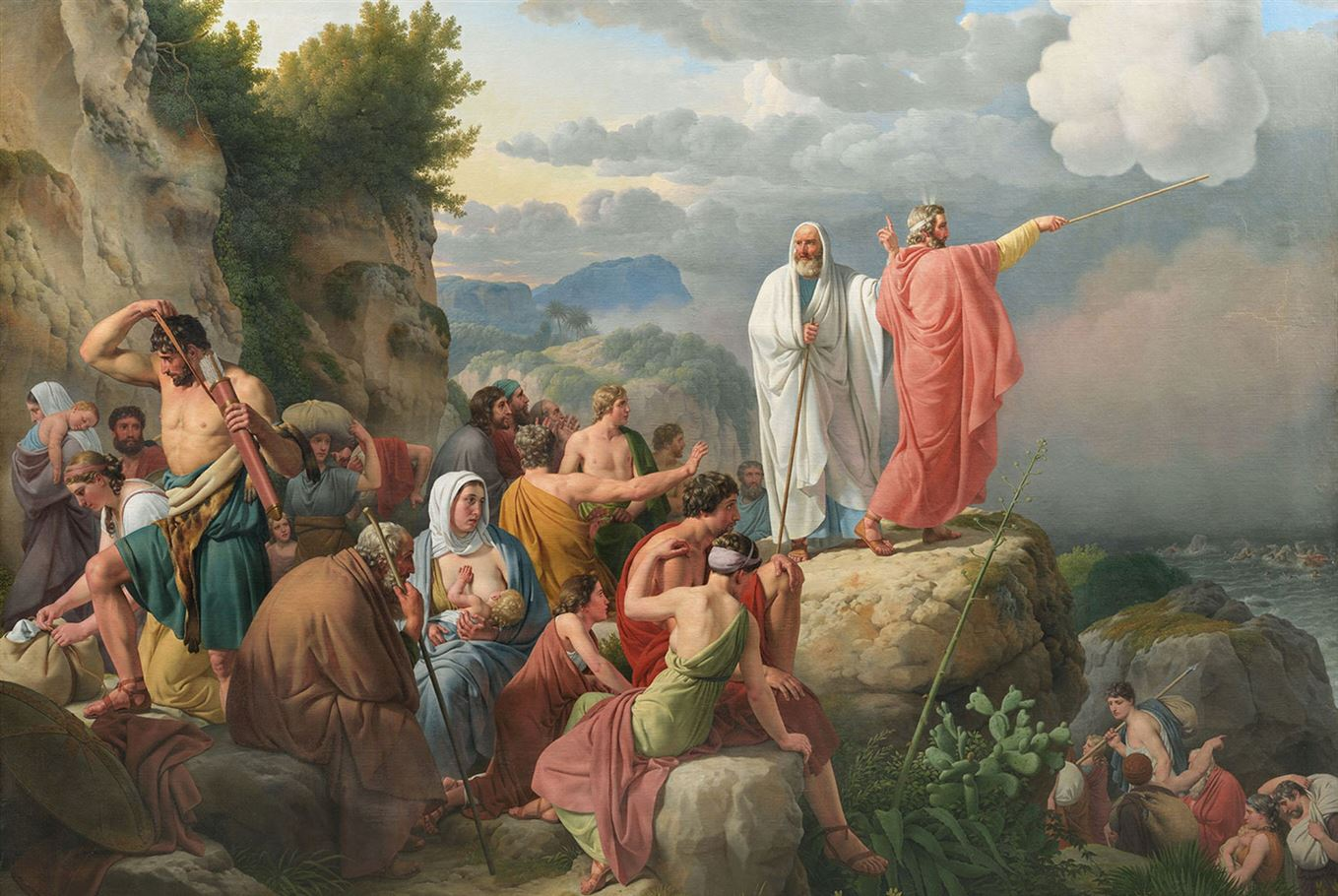
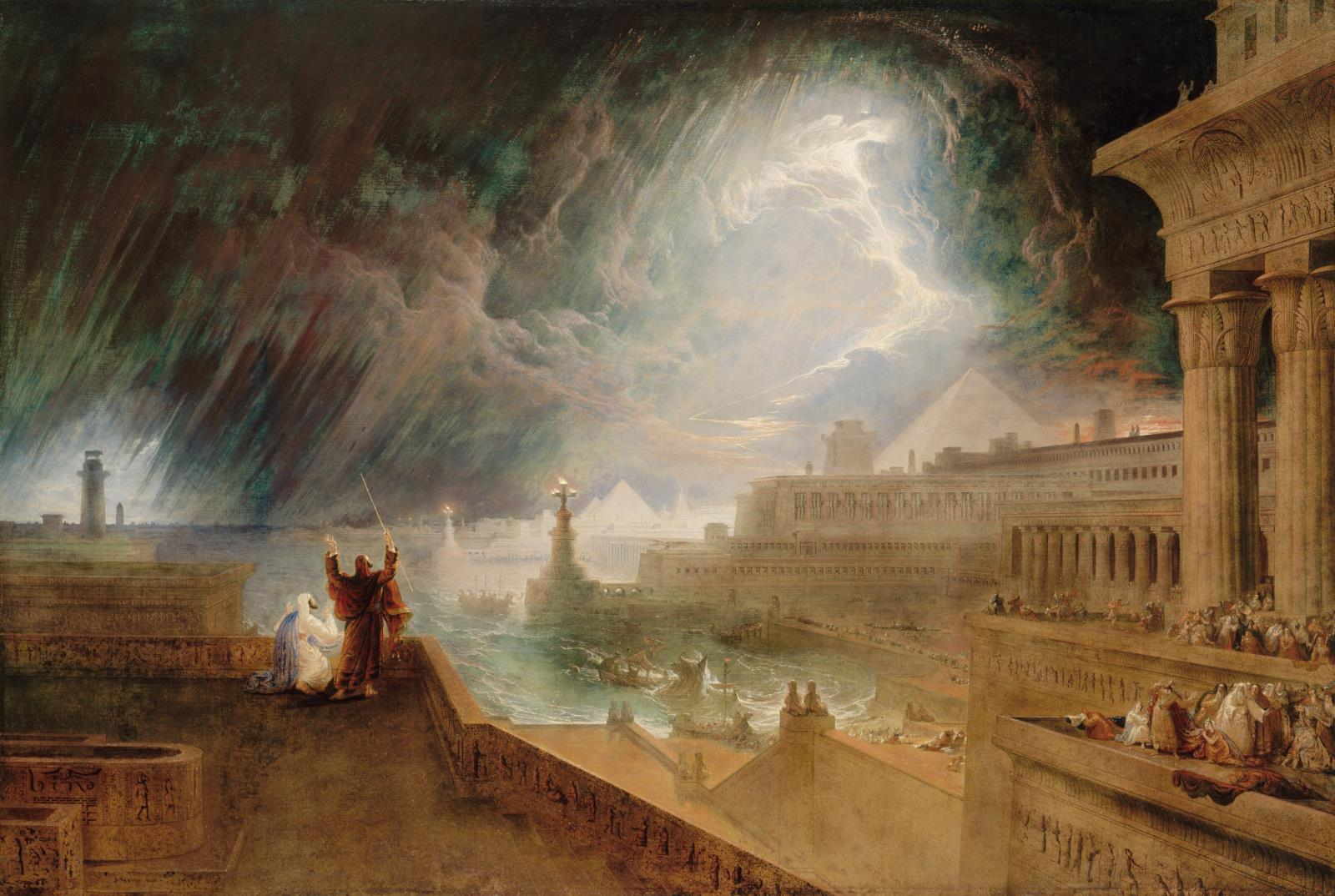
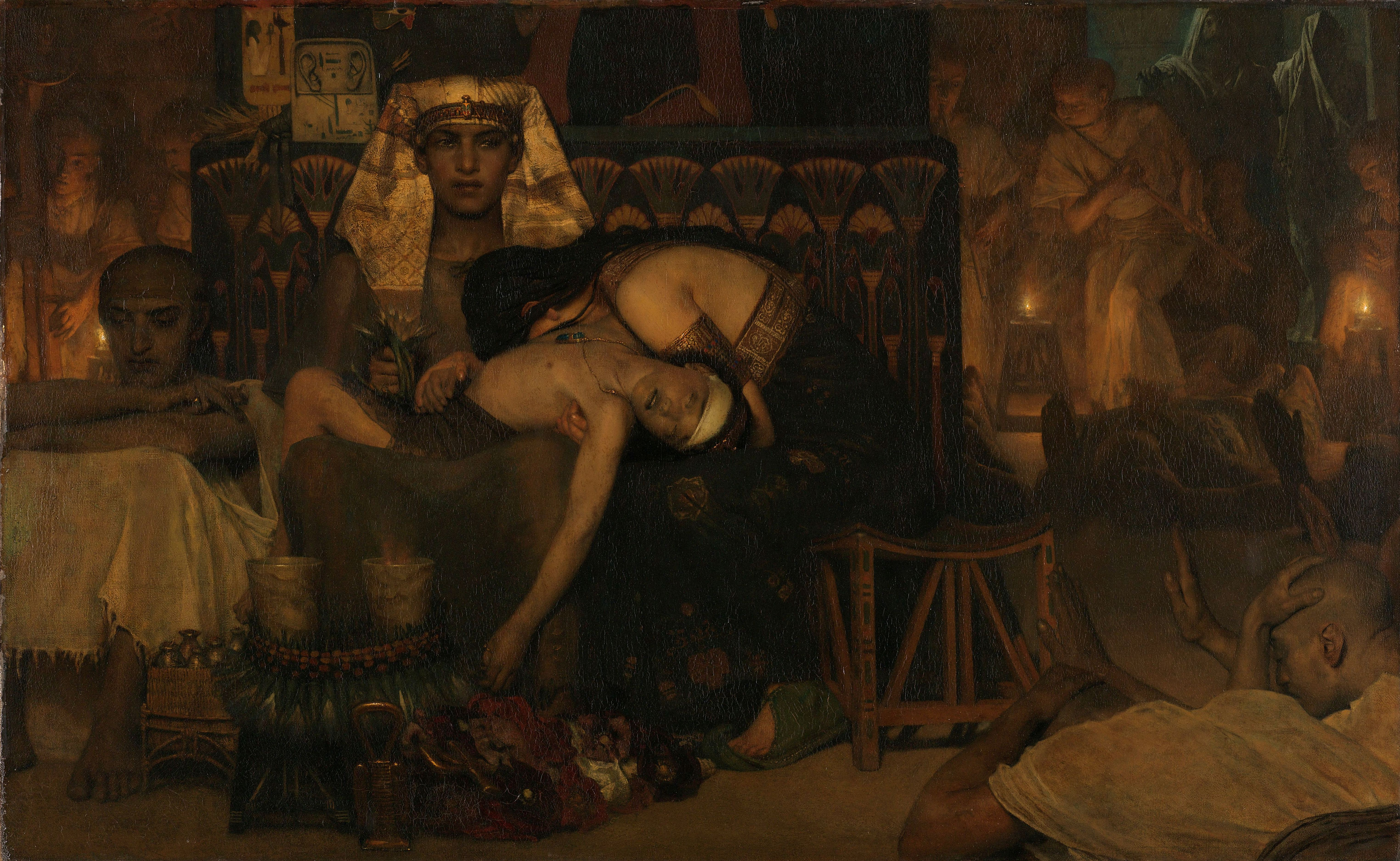

## Thời Trung Cổ
Sau cuộc chinh phục của người Hồi giáo ở Ai Cập vào thế kỷ thứ VII thì phương Tây đã mất liên lạc trực tiếp với Ai Cập và văn hóa của nước này. Ở  thời Trung cổ Châu Âu, Ai Cập được miêu tả chủ yếu bằng hình ảnh minh họa và giải thích các câu chuyện trong Kinh thánh. Những hình minh họa này thường khá huyền ảo, vì hình tượng và phong cách của nghệ thuật Ai Cập cổ đại, kiến trúc Ai Cập cổ đại và trang phục phần lớn chưa được biết đến ở phương Tây. Bối cảnh đầy kịch tính của Sự kiện tìm thấy Moses, Ôn dịch ở Ai Cập, Sự chia cắt Biển Đỏ và câu chuyện về Joseph ở Ai Cập, và từ Tân Ước với sự kiện trốn sang Ai Cập thường được tìm thấy trong bản thảo thời Trung cổ. Kinh thánh thông diễn học có bản chất chủ yếu là thần học và ít liên quan đến việc điều tra lịch sử. Trong suốt thời Trung cổ, "Mummia" nếu là hàng thật, được làm bằng cách đập xác ướp, là sản phẩm tiêu chuẩn của các cửa hàng bàu thuốc.
Trong thời kỳ Phục hưng học giả Dòng Tên người Đức Athanasius Kircher đã đưa ra một "giải mã" mang tính ngụ ngôn về chữ tượng hình mà qua đó Ai Cập được coi là nguồn gốc của thuyết thần bí hoặc huyền bí trí tuệ. Trong giới giả kim, uy tín của "người Ai Cập" ngày càng tăng. Tuy nhiên, một số học giả vẫn hoài nghi vào thế kỷ 16, Isaac Casaubon đã xác định rằng Corpus Hermeticum của Hermes Trismegistus vĩ đại thực ra là một tác phẩm của Hy Lạp vào khoảng thế kỷ thứ 4 CN (mặc dù tác phẩm của Casaubon là cũng bị Ralph Cudworth chỉ trích).

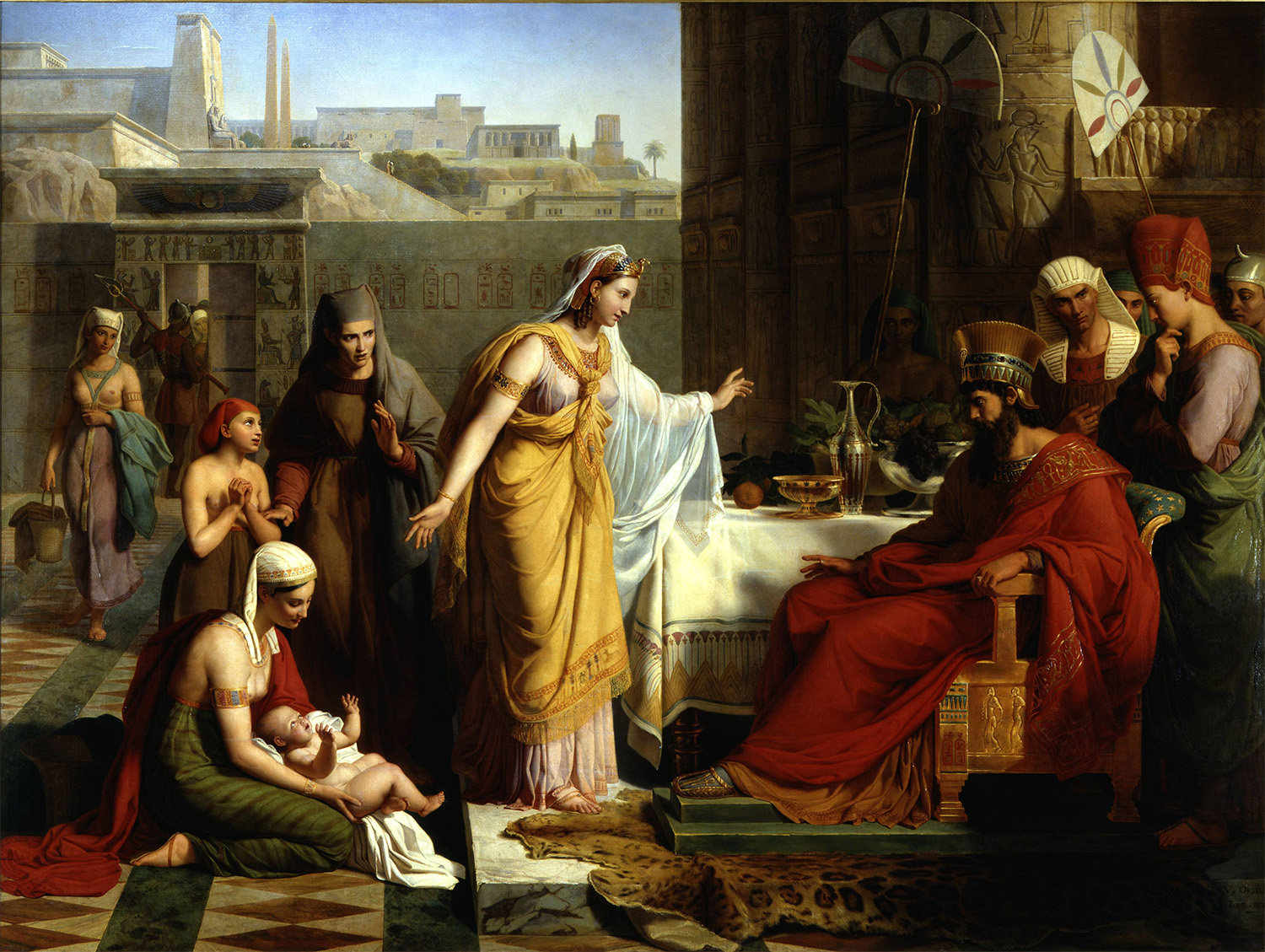
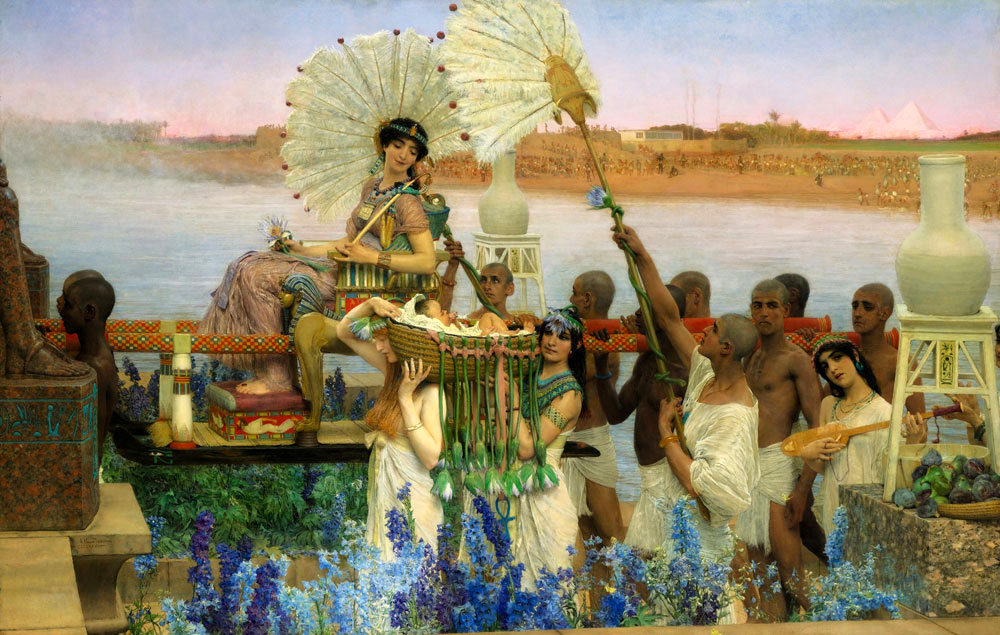
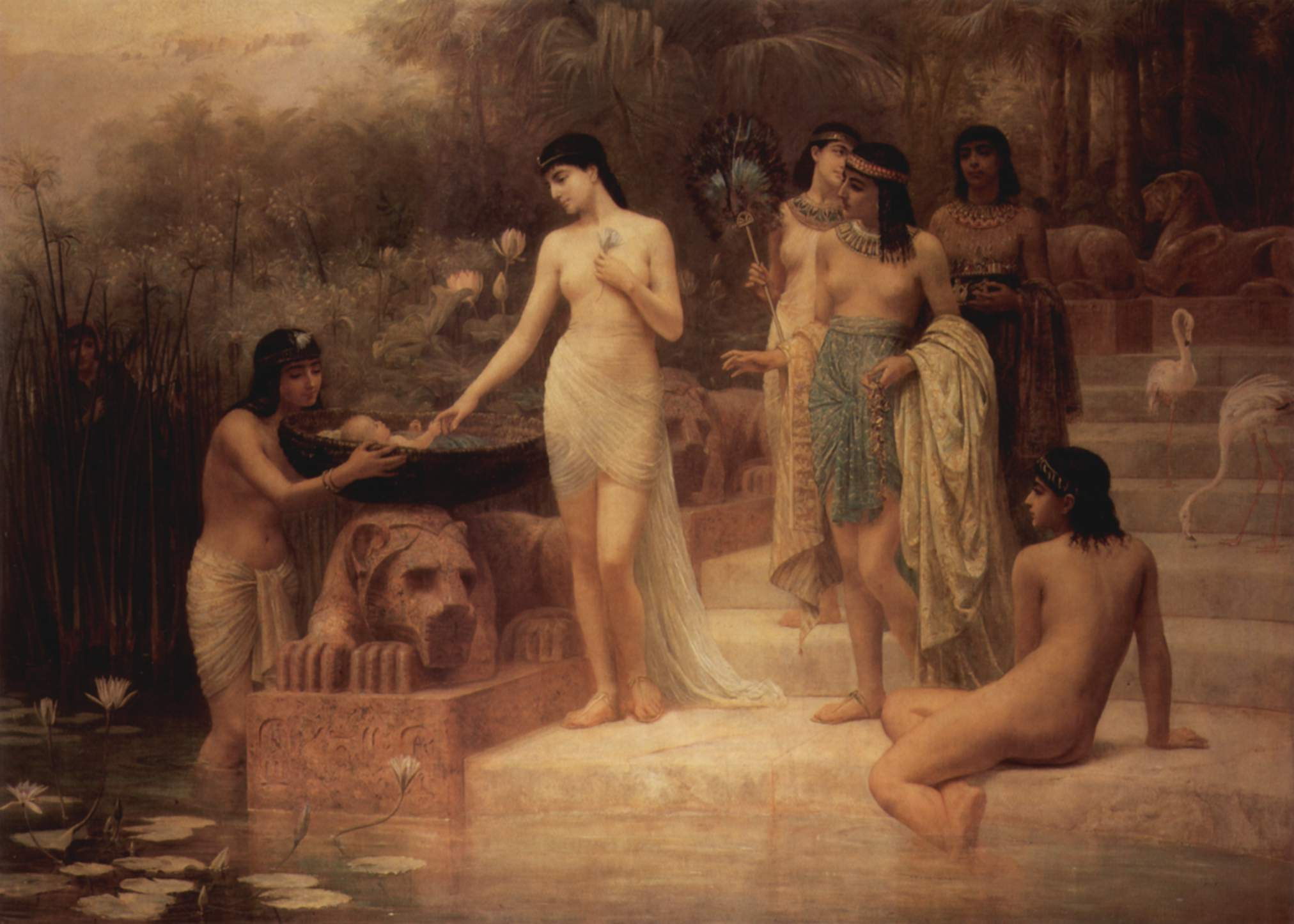
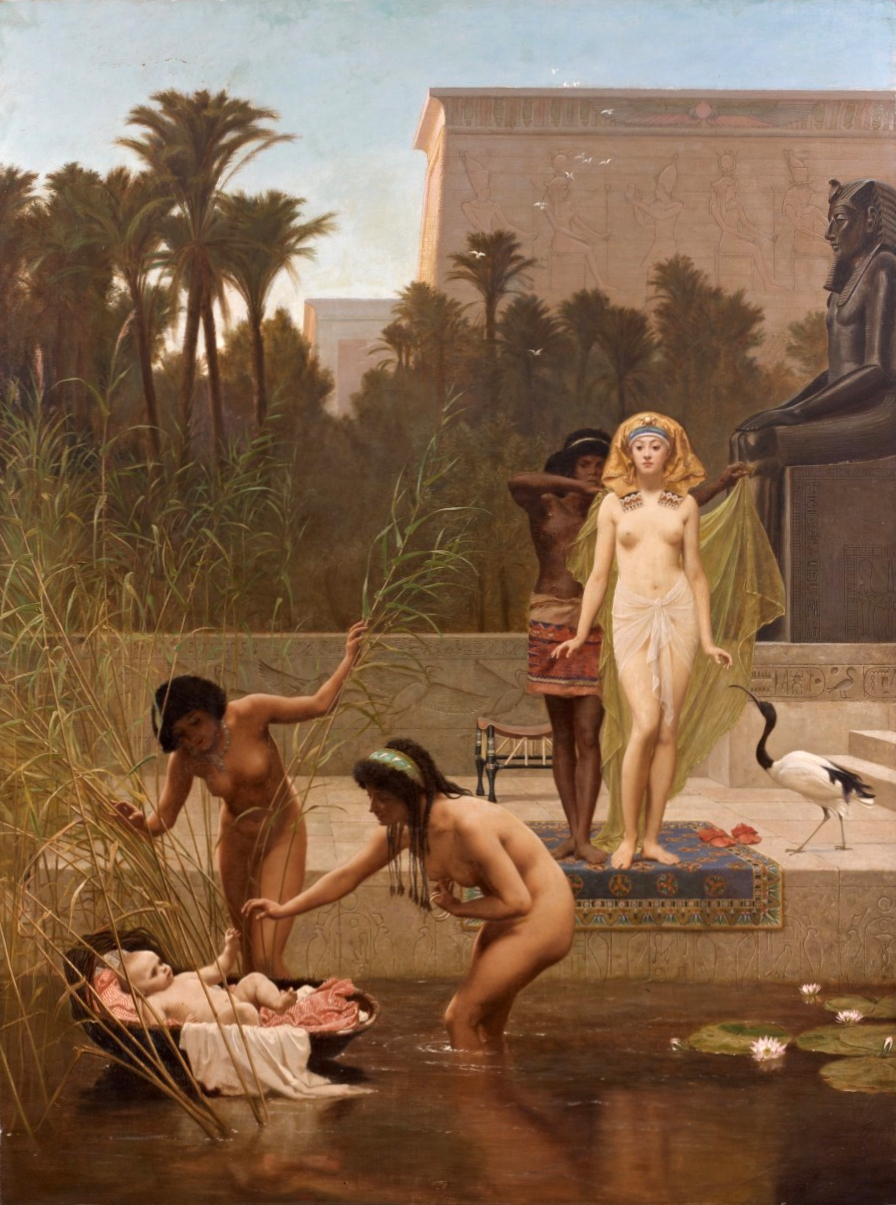
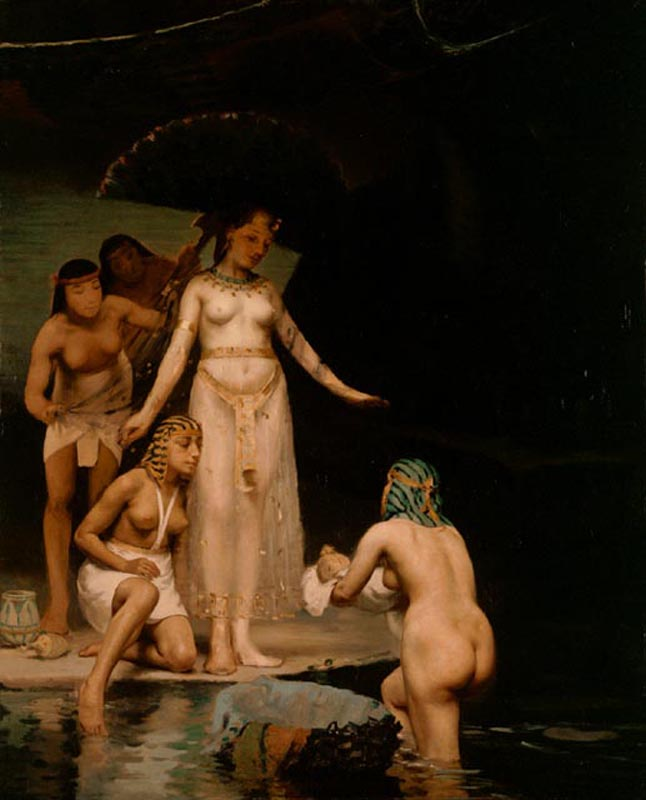

## Thời cận đại

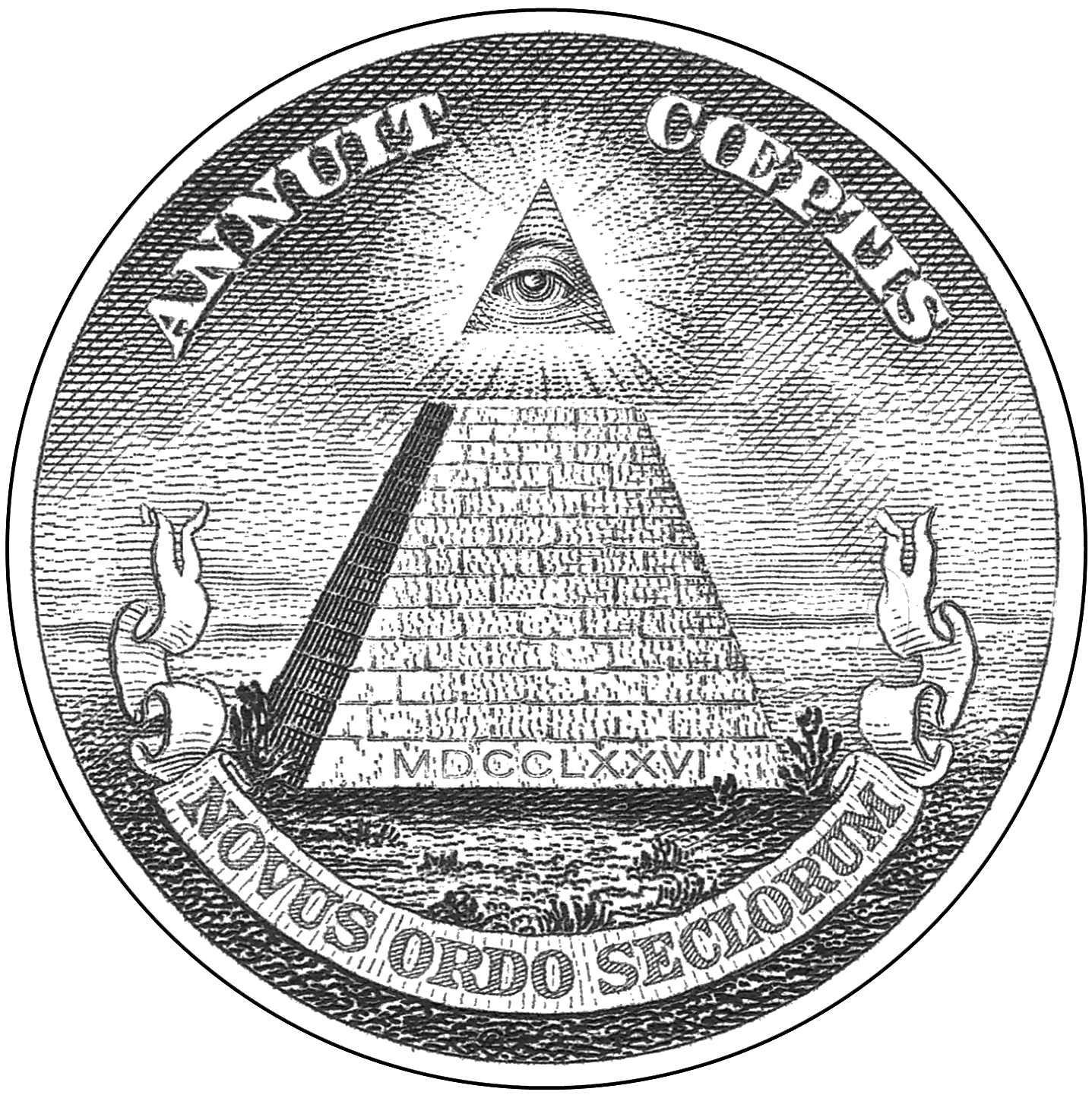
Đại ấn Hoa Kỳ hình kim tự tháp

Đầu thế kỷ XVIII, tác giả Jean Terrasson đã viết tác phẩm Cuộc đời của Sethos là một tác phẩm hư cấu, đưa ra ý niệm về những bí ẩn của Ai Cập. Hòa trong bầu không khí quan tâm đến cổ vật, nhiều người nảy sinh cảm giác rằng kiến thức cổ xưa bằng cách nào đó đã được thể hiện trong các di tích và truyền thuyết của Ai Cập. Hình ảnh Ai Cập đã tràn ngập Hội Tam điểm của Châu Âu vào thời đó và hình ảnh của nó, chẳng hạn như con mắt trên kim tự tháp. Đồng thời, Đại ấn Hoa Kỳ (1782) cũng xuất hiện trên Tiền giấy 1 đô la Mỹ cũng có hình ảnh Kim tự tháp Ai Cập với con mắt Thiên Nhãn mà thuyết âm mưu cho rằng có liên hệ đến hội kín bí ẩn Illuminati.
Có những tài liệu tham khảo về người Ai Cập trong tác phẩm có chủ đề Tam điểm như Die Zauberflöte (The Magic Flute, 1791) của Mozart), và cuốn "Thamos" còn dang dỡ chưa hoàn thành trước đó của ông. Sự hồi sinh của sự tò mò về thế giới Cổ đại, được nhìn thấy qua các tài liệu viết, đã thúc đẩy việc xuất bản một bộ sưu tập các văn bản Hy Lạp được tập hợp trong Hậu Cổ đại, được xuất bản dưới dạng kho tác phẩm của Hermes Trismegistus. Nhưng những tàn tích đổ nát đôi khi xuất hiện trong các bức tranh của tập phim Nghỉ ngơi trên chuyến bay đến Ai Cập luôn mang đặc điểm của người La Mã. Cùng với chủ nghĩa lịch sử là những hư cấu đầu tiên lấy bối cảnh ở Ai Cập của trí tưởng tượng. Đại văn hào William Shakespeare với các tác phẩm  Antony và Cleopatra lấy bối cảnh một phần ở Alexandria, nhưng các nhân vật chính của nó đều cao quý và phổ quát và Shakespeare không quan tâm đến việc gợi lên bản sắc địa phương.

## Thế kỷ XIX

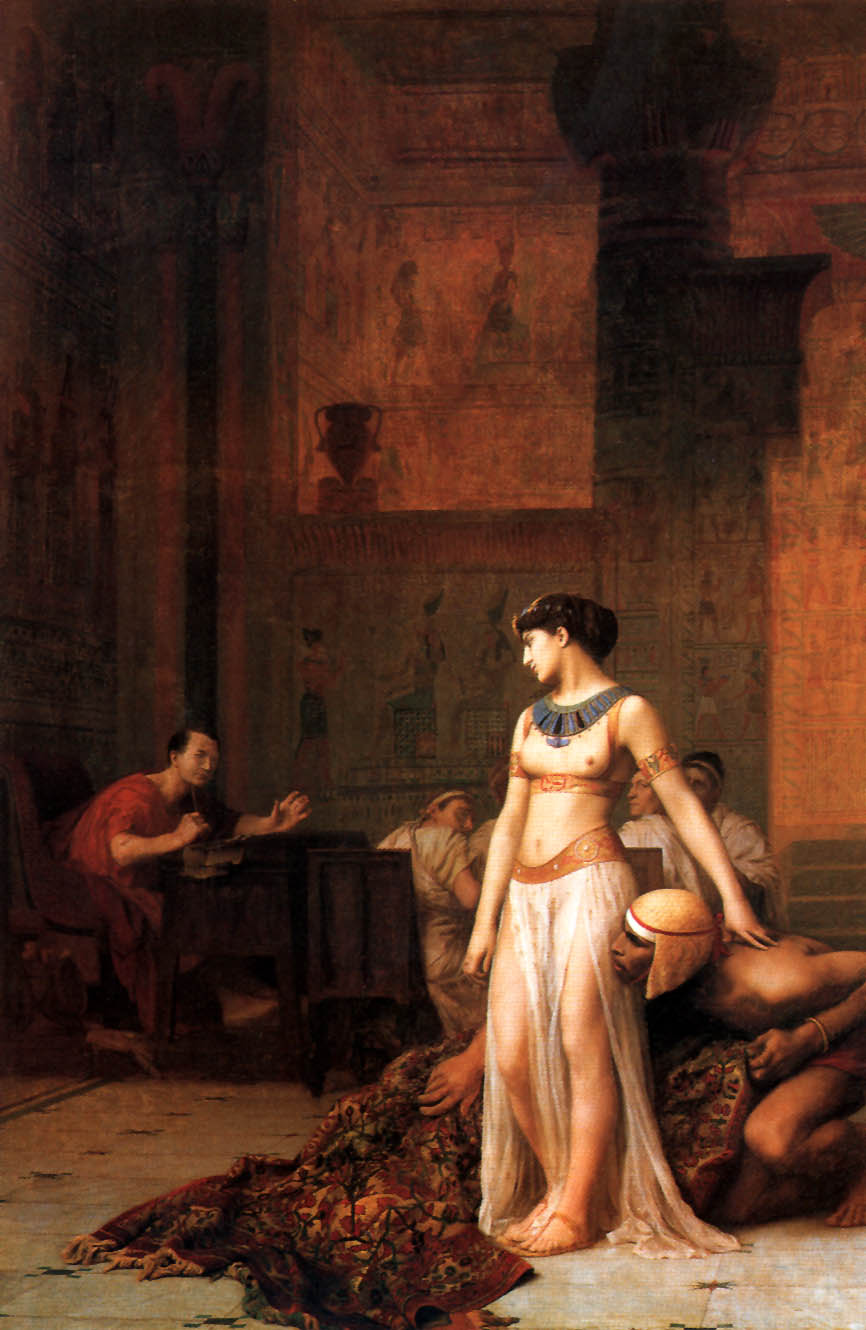
Nữ hoàng Cleopatra gặp Caesar

Cơ sở lý luận cho trường phái "Egyptomania" dựa trên một khái niệm tương tự: Người phương Tây nhìn theo các họa tiết Ai Cập cổ đại vì bản thân Ai Cập cổ đại về bản chất đã rất lôi cuốn. Người Ai Cập từng coi tôn giáo và chính phủ của họ là vĩnh cửu, họ được ủng hộ trong suy nghĩ này bởi khía cạnh lâu dài của các di tích công cộng vĩ đại tồn tại mãi mãi và dường như chống lại tác động của thời gian. Các nhà lập pháp của họ đã đánh giá rằng ấn tượng đạo đức này sẽ góp phần vào sự ổn định của đế chế của họ.
Văn hóa Chủ nghĩa lãng mạn bao trùm mọi địa phương một cách kỳ lạ, và sự trỗi dậy của nó trong trí tưởng tượng đại chúng trùng hợp với chiến dịch thất bại ở Ai Cập của Napoleon và sự khởi đầu của Ai Cập học hiện đại, bắt đầu rất giống một doanh nghiệp cạnh tranh giữa Anh và Pháp.  Thomas Rowlandson đã châm biếm cơn sốt Ai Cập cổ đại sau cuộc xâm lược của Napoléon vào Ai Cập năm 1806. Một "Trận chiến sông Nile" hiện đại khó có thể không khơi dậy sự tò mò mới về Ai Cập ngoài nhân vật nữ hoàng Cleopatra. Cùng lúc đó, lá bài Tarot đã được một người Pháp Antoine Court de Gebelin làm cho chú ý đến châu Âu như một chìa khóa được cho là chìa khóa cho kiến thức huyền bí về Ai Cập. Tất cả điều này đã làm nảy sinh ra "Ai Cập" và bài tarot huyền bí.
Một Ai Cập huyền thoại này rất khó khăn, nhưng không phải là không thể hòa hợp với giải mã chữ tượng hình năm 1824 của Jean-François Champollion. Những dòng chữ mà một thế kỷ trước được cho là chứa đựng trí tuệ huyền bí, hóa ra không gì khác hơn là tên và tước hiệu hoàng gia, các nghi thức tang lễ, những câu chuyện khoe khoang về các chiến dịch quân sự, mặc dù vẫn còn một phần mù mờ có thể phù hợp với tầm nhìn thần bí. Sự bùng nổ kiến thức mới về tôn giáo, trí tuệ và triết học thực tế của Ai Cập đã được hiểu rộng rãi là phơi bày hình ảnh thần thoại về Ai Cập như một ảo ảnh do trí tưởng tượng của người Hy Lạp và người phương Tây tạo ra. Trong nghệ thuật, sự phát triển của Chủ nghĩa phương Đông và khả năng du hành ngày càng tăng đã tạo ra một số lượng lớn các bức vẽ với mức độ chính xác khác nhau. Vào cuối thế kỷ XIX, phong cách trang trí kỳ lạ và được nghiên cứu kỹ lưỡng thường chiếm ưu thế trong việc mô tả cả phong cảnh và hình người, dù cổ xưa hay hiện đại.
Ở cấp độ phổ biến nhất của thế kỷ XIX là toàn bộ Ai Cập cổ đại đã bị thu gọn trong trí tưởng tượng của người châu Âu thành những chủ đề như sông Nile, Kim tự tháp Ai Cập và Nhân sư Ai Cập trong bối cảnh cát sa mạc bao la, được đặc trưng ở cấp độ văn học hơn trong tác phẩm "Ozymandias" (1818) của nhà thơ người Anh Percy Bysshe Shelley. Kiến trúc Phục hưng Ai Cập đã mở rộng kho tàng thiết kế cổ điển được khám phá của trường phái Tân cổ điển và mở rộng vốn từ vựng về trang trí có thể được sử dụng. Sự nổi tiếng về tục sùng bái người chết của dân Ai Cập đã truyền cảm hứng cho các chủ đề Phục hưng của người Ai Cập lần đầu tiên được sử dụng ở Nghĩa trang Highgate, một nghĩa trang gần Luân Đôn được mở cửa vào năm 1839 do một công ty do nhà thiết kế-doanh nhân Stephen Geary (1797–1854) thành lập, các đặc điểm kiến trúc của nó, bao gồm Hầm mộ Gothic cũng như Đại lộ Ai Cập, một lần nữa đã được công chúng chú ý hơn nữa do công của James Stevens Curl
Ai Cập cổ đại đã là nguồn cảm hứng và bối cảnh cho tác phẩm opera trang nghiêm của nhà soạn nhạc người Ý Giuseppe Verdi năm 1871 có tựa đề Aida và được ủy quyền cho Khedive Âu hóa để ra mắt lần đầu vào Cairo. Năm 1895, nhà văn Ba Lan là Bolesław Prus đã hoàn thành tiểu thuyết lịch sử duy nhất của mình, Pharaoh, một nghiên cứu về cơ chế của quyền lực chính trị được mô tả trong bối cảnh sụp đổ của Vương triều thứ Hai Mươi của Ai Cập và Tân Vương quốc Ai Cập. Đồng thời, đây là một trong những tác phẩm tái hiện văn học hấp dẫn nhất về cuộc sống ở mọi cấp độ của xã hội Ai Cập cổ đại. Năm 1966, cuốn tiểu thuyết được chuyển thể thành phim truyện của Ba Lan.

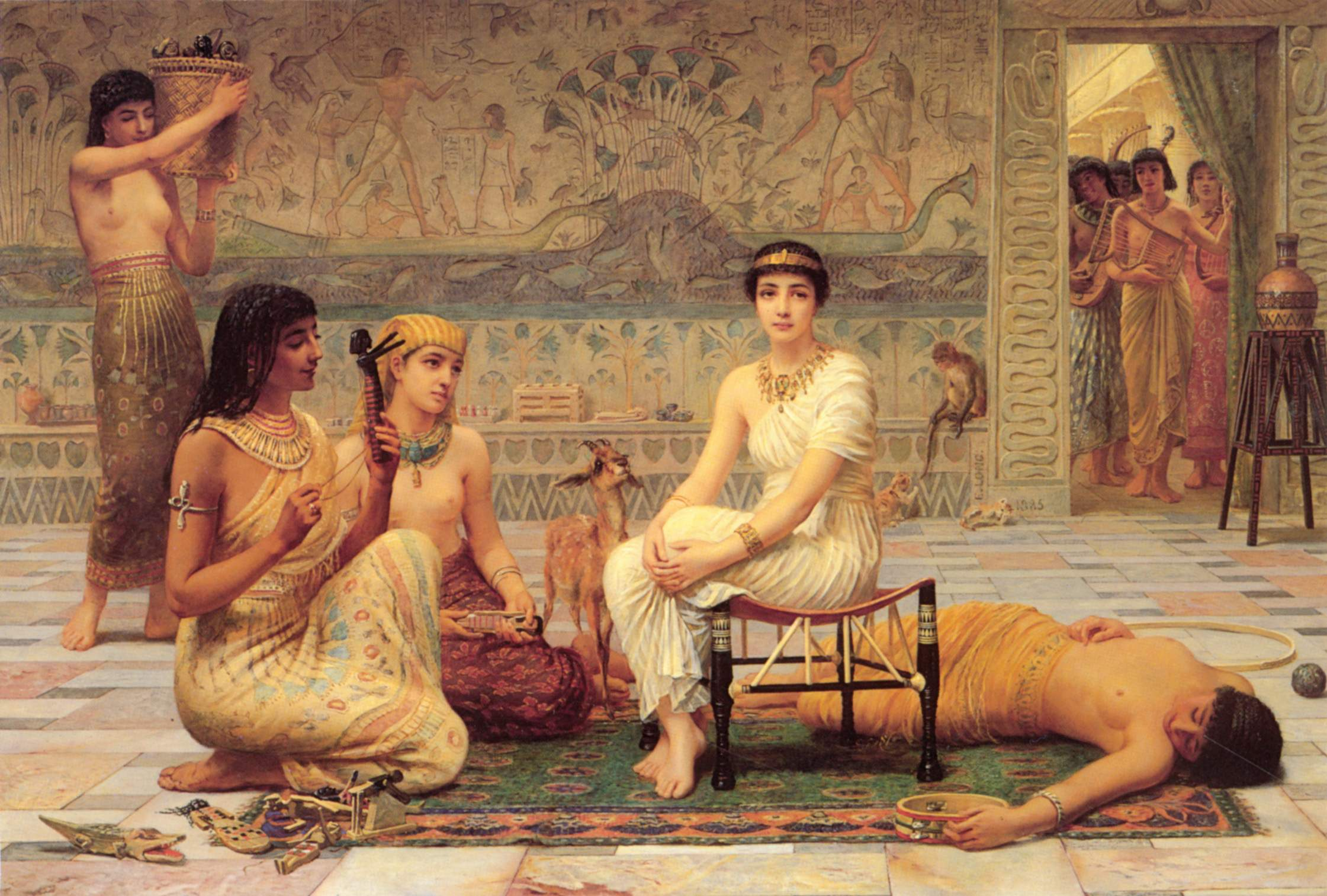
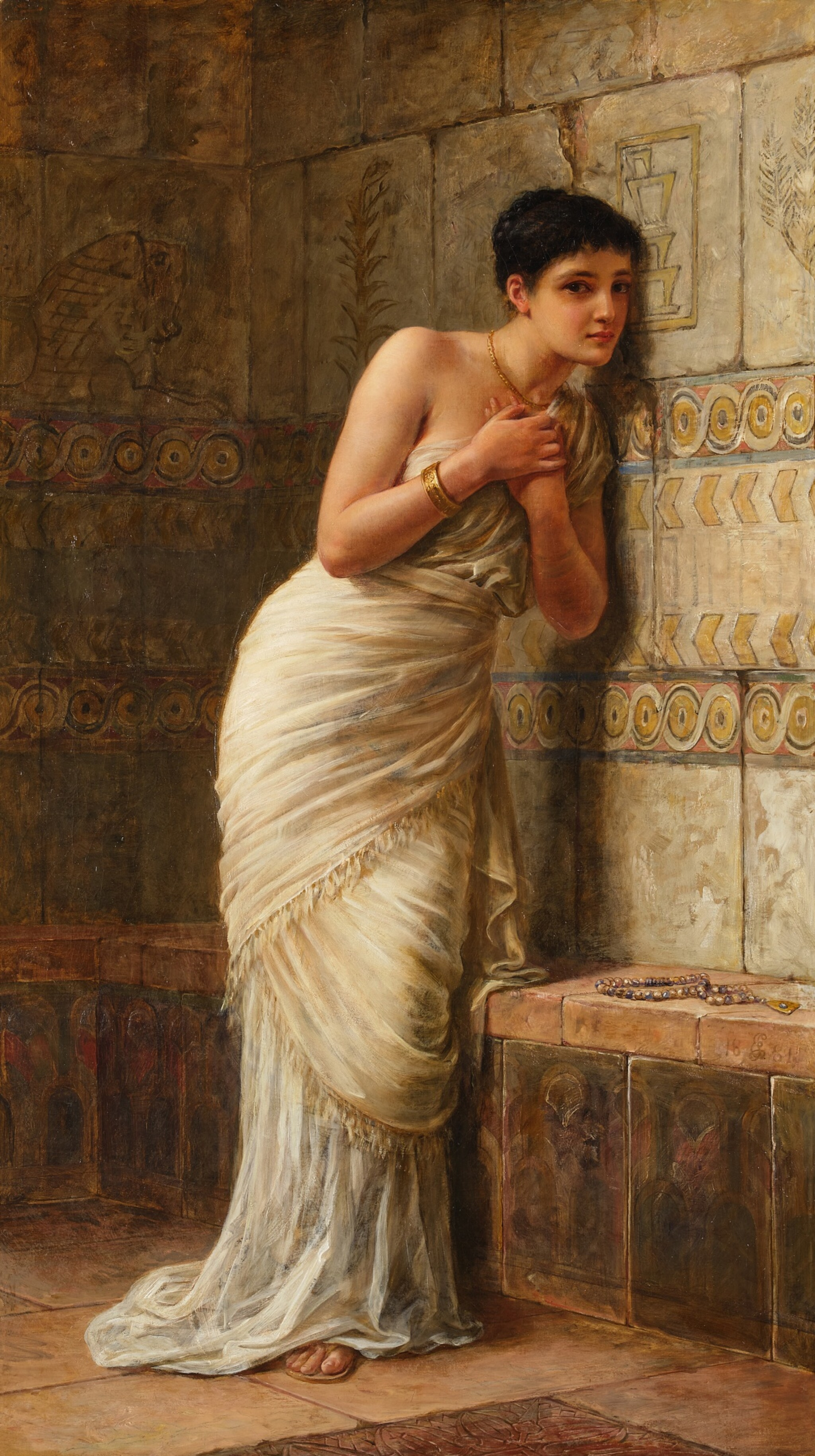
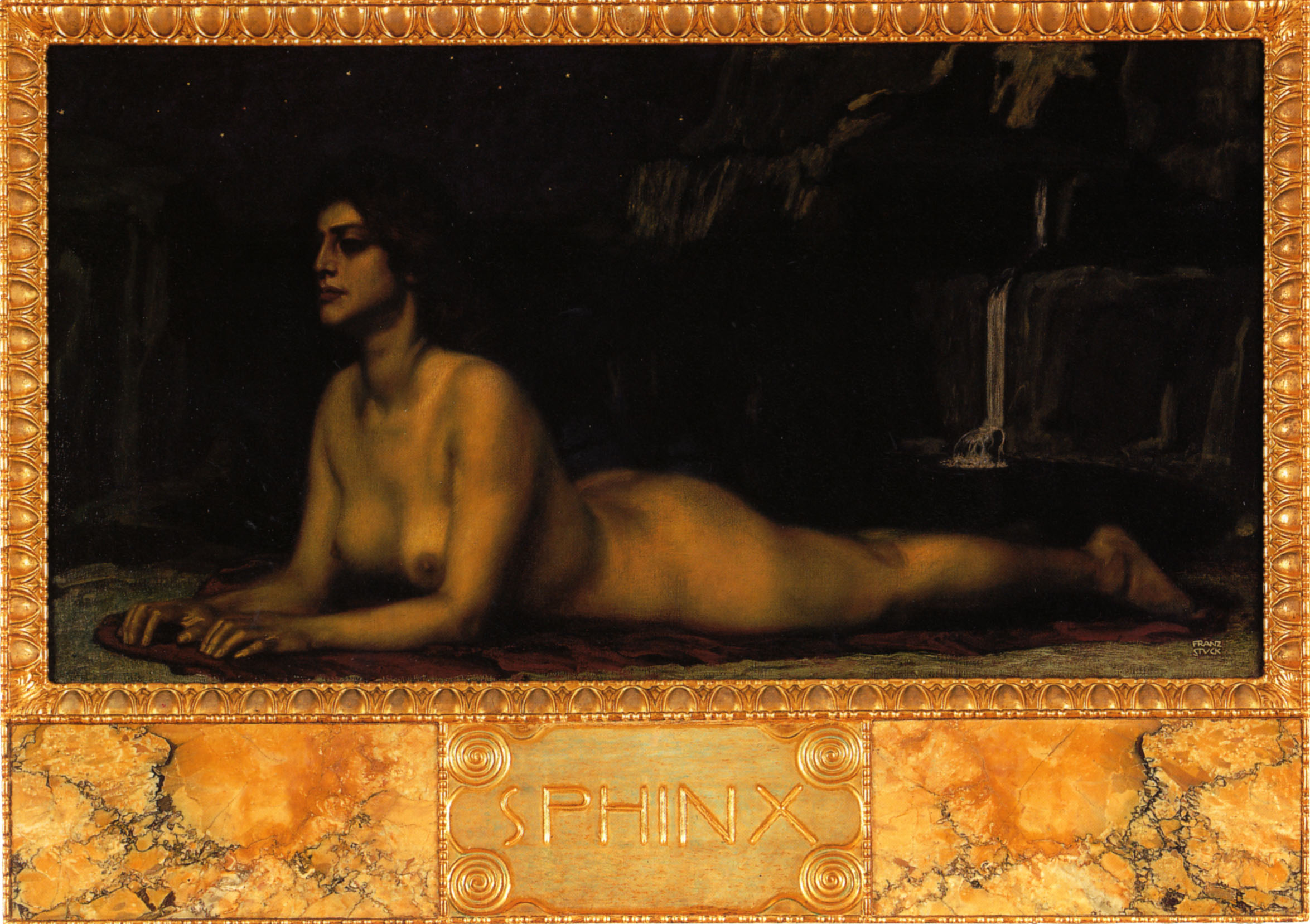

## Thế kỷ XX

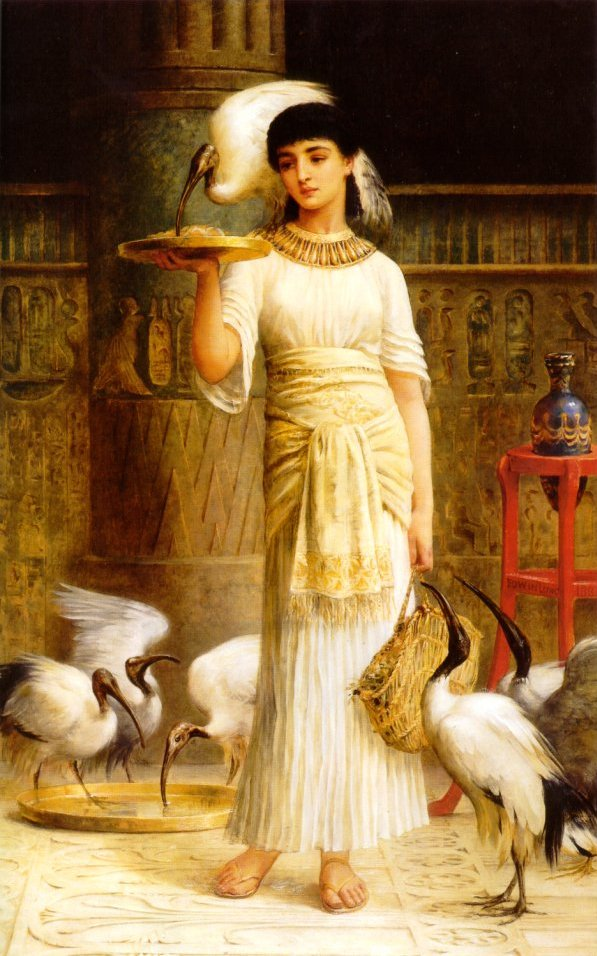
Họa phẩm của Edwin Longsden về Đền thờ Isis

Năm 1912, với việc phát hiện một tảng đá vôi được sơn màu được bảo quản tốt Bức tượng bán thân Nefertiti được khai quật từ xưởng điêu khắc của nó gần thành phố hoàng gia Amarna đã làm dấy lên sự quan tâm đến Ai Cập cổ đại. Bức tượng bán thân này hiện đang ở Bảo tàng Ai Cập của Berlin, trở nên nổi tiếng qua phương tiện nhiếp ảnh và là một trong những tác phẩm điêu khắc Ai Cập cổ đại được sao chép nhiều nhất, với đặc điểm nổi bật của hoàng hậu Nefertiti có ảnh hưởng đáng chú ý đến nghệ thuật điêu khắc mới về tiêu chuẩn lý tưởng về vẻ đẹp phụ nữ trong thế kỷ XX. Việc phát hiện ra ngôi mộ còn nguyên vẹn của Pharaoh Tutankhamun vào năm 1922 đã làm sống lại mối quan tâm của công chúng đối với Ai Cập cổ đại, những hiện vật từ kho báu của ngôi mộ đã ảnh hưởng đến văn hóa đại chúng bao gồm cả thời trang và thiết kế Art-Deco.
Khám phá này cũng dẫn đến ý tưởng và được quảng bá từ những tờ báo lá cải về một Lời nguyền của các Pharaoh được cho là đã dẫn đến cái chết sớm của những người bước vào lăng mộ. Những tuyên bố này đã bị Howard Carter bác bỏ, ông gọi chúng là sự mê tín ngu ngốc và tommy-rot. Một nghiên cứu gần đây hơn của James Randi cho thấy các thành viên đoàn thám hiểm bước vào lăng mộ đã chết ở độ tuổi trung bình là 73, cao hơn một chút so với tuổi thọ của tầng lớp xã hội của họ vào thời điểm đó. Ý tưởng về "lời nguyền của xác ướp" đã truyền cảm hứng cho các bộ phim như The Mummy với sự tham gia của Boris Karloff đã phổ biến ý tưởng về các xác ướp Ai Cập cổ đại hồi sinh thành quái vật. Truyện ngắn năm 1924 của Agatha Christie có tựa đề Cuộc phiêu lưu vào lăng mộ Ai Cập của thám tự Poirot cũng đề cập đến những cái chết bí ẩn trong một cuộc khai quật.
Mô tả của Hollywood về Ai Cập cổ đại là tác nhân chính tạo nên hình ảnh Ai Cập giả tưởng trong văn hóa hiện đại. Cảnh tượng điện ảnh của Ai Cập lên đến đỉnh điểm trong các phân cảnh Cecil B. deMille với bộ phim The Ten Commandments (1956) và Jeanne Crain thủ vai Nefertiti trong bộ phim "Queen of the Nile" (Nữ hoàng sông Nin) của Cinecittà Ý sản xuất năm 1961 và sụp đổ với sự thất bại của Richard Burton và Elizabeth Taylor trong Cleopatra (1963). Năm 1978, Pharaoh Ai Cập Tutankhamun được tưởng nhớ trong bài hát "King Tut" của diễn viên hài người Mỹ Steve Martin và vào năm 1986, các tư thế trong một số tác phẩm tranh tường của Ai Cập đã được gợi lên trong bài hát "Dạo bước cùng người Ai Cập" của The Bangles. Bảo tàng Nghệ thuật Thủ đô đã phục hồi Đền Dendur trong khu vực trưng bày riêng của mình vào năm 1978. Năm 1989, Bảo tàng Louvre đã xây dựng kim tự tháp bằng kính của riêng mình và vào năm 1993, tại Thung lũng Las Vegas với Khách sạn Luxor của Las Vegas đã khai trương với ngôi mộ bản sao của Tutankhamun. Một loạt tiểu thuyết bán chạy nhất của tác giả và nhà Ai Cập học người Pháp Christian Jacq được lấy cảm hứng từ cuộc đời của Pharaoh Ramses II ("Đại đế").

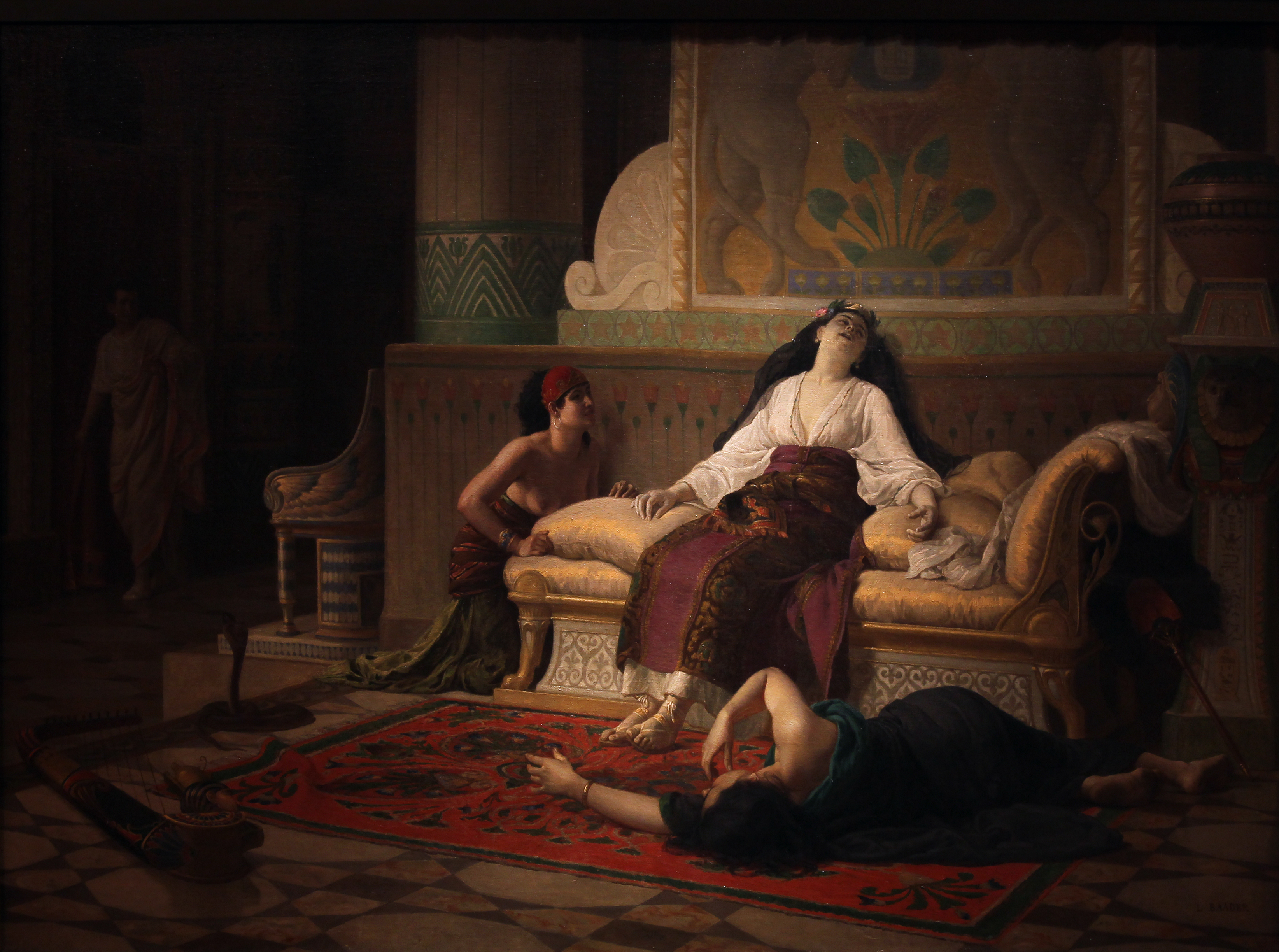
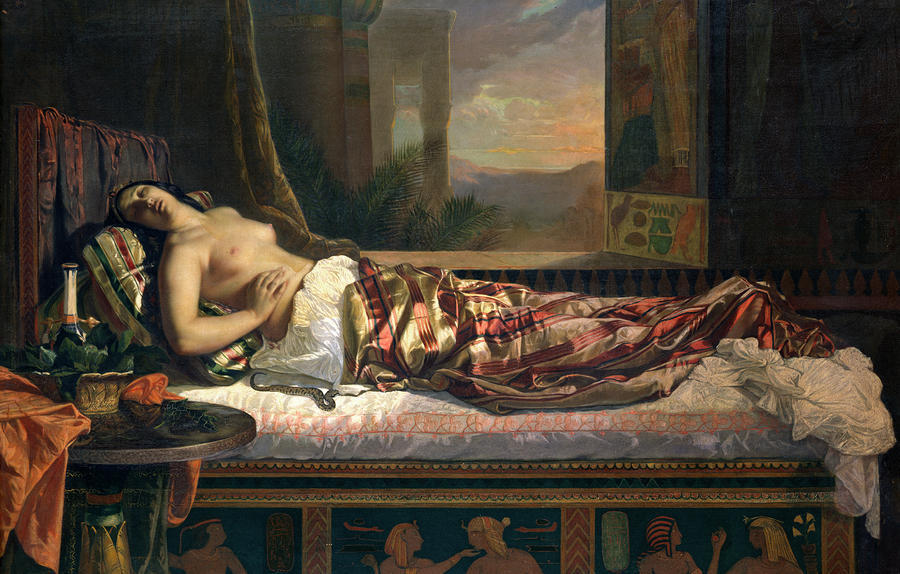
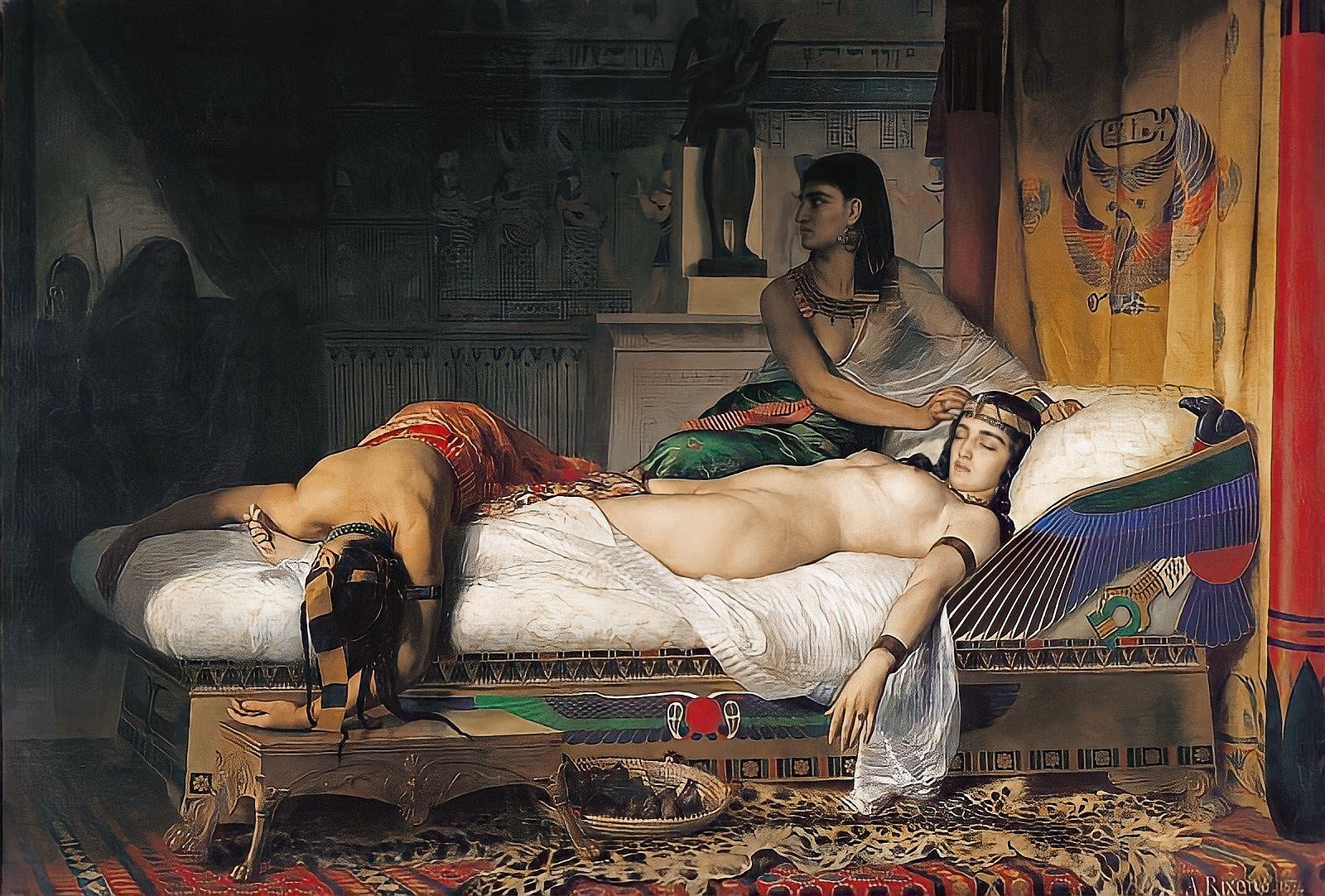
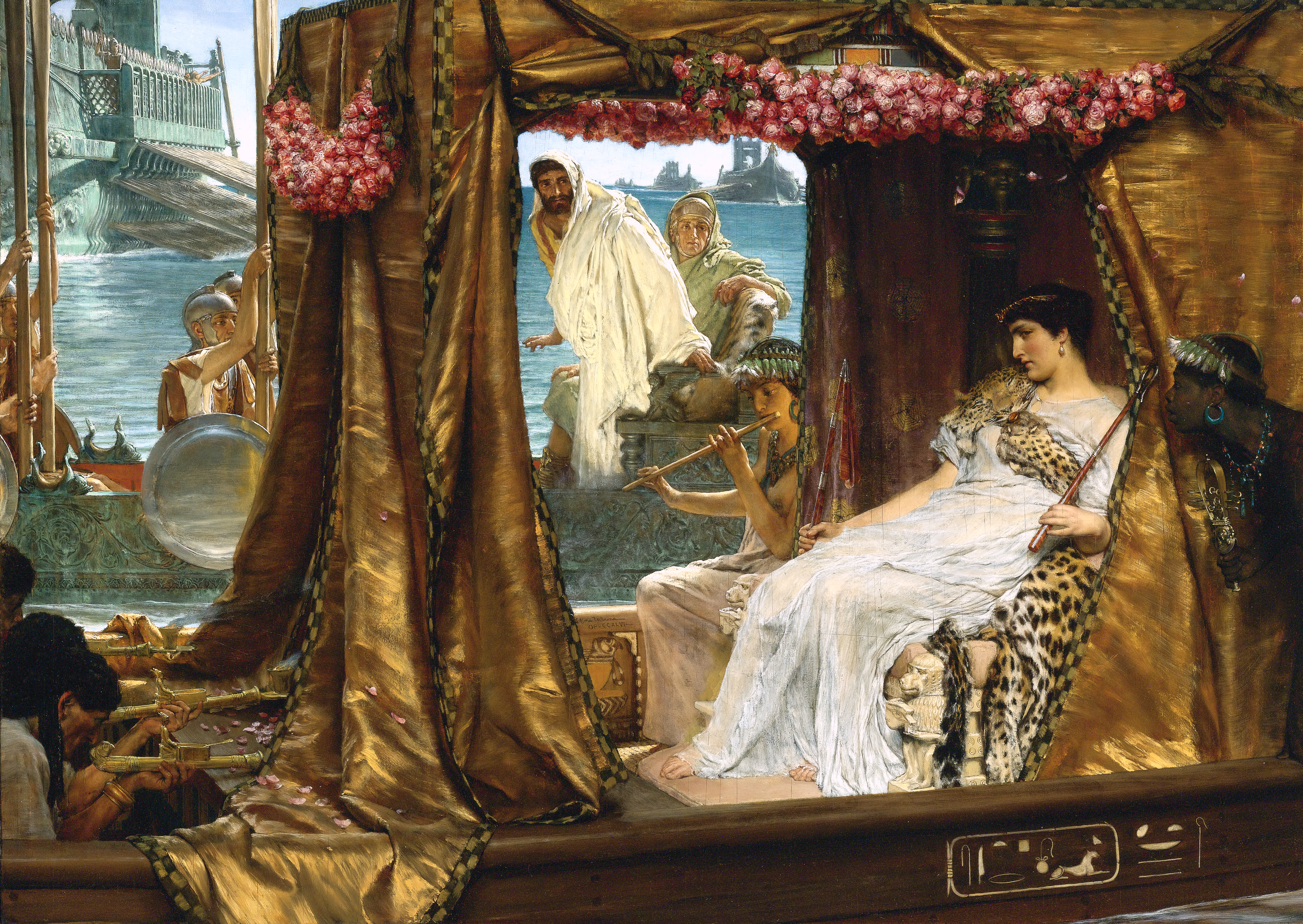

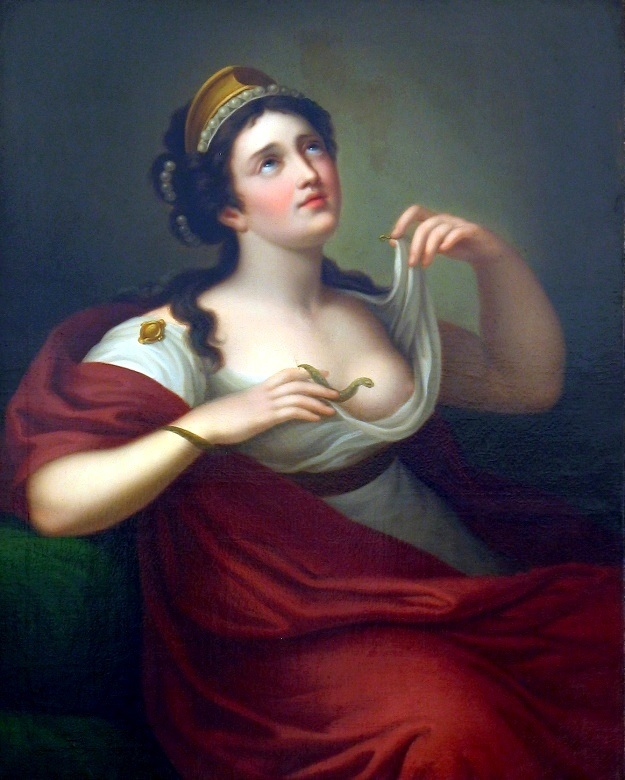
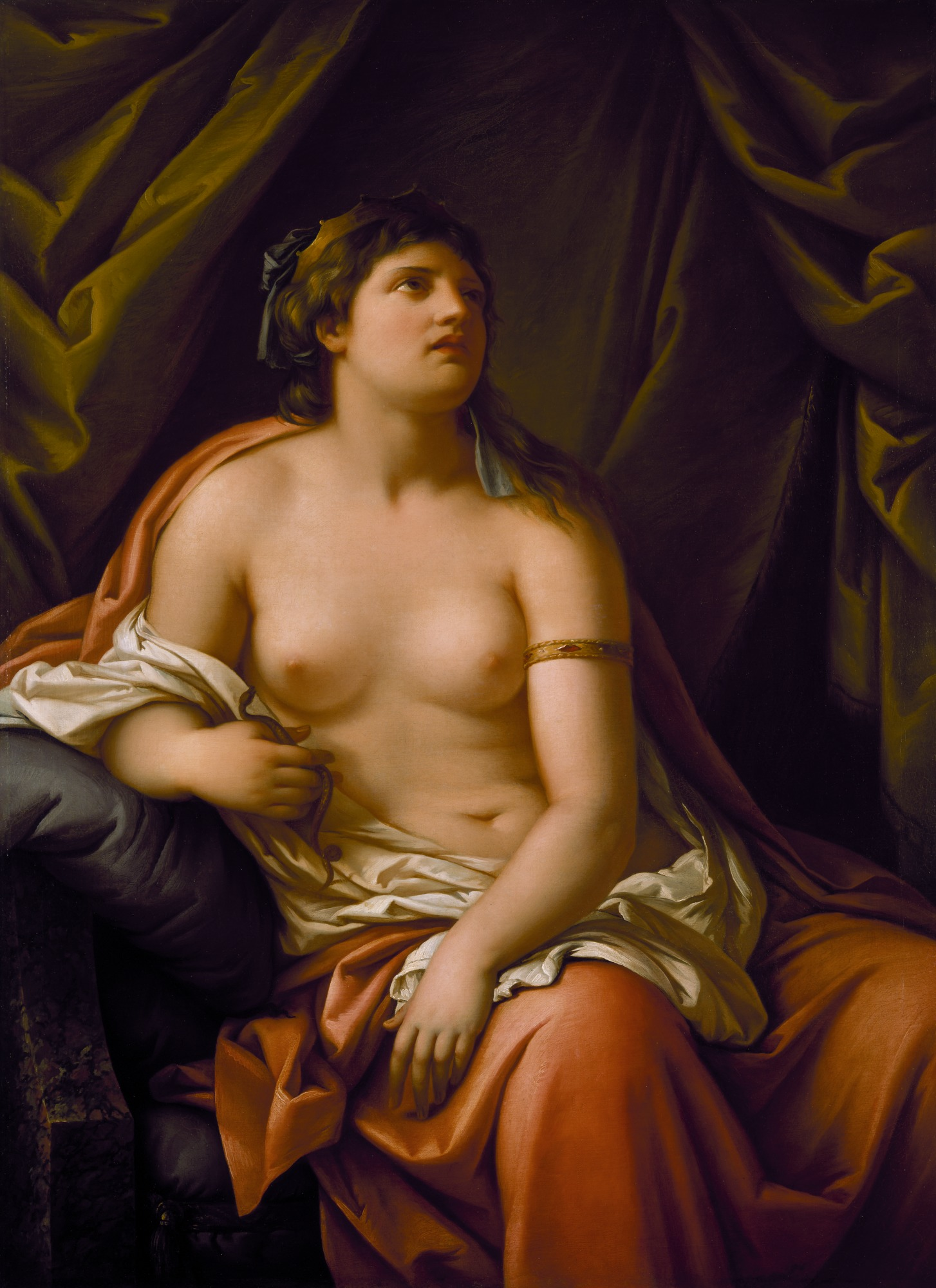
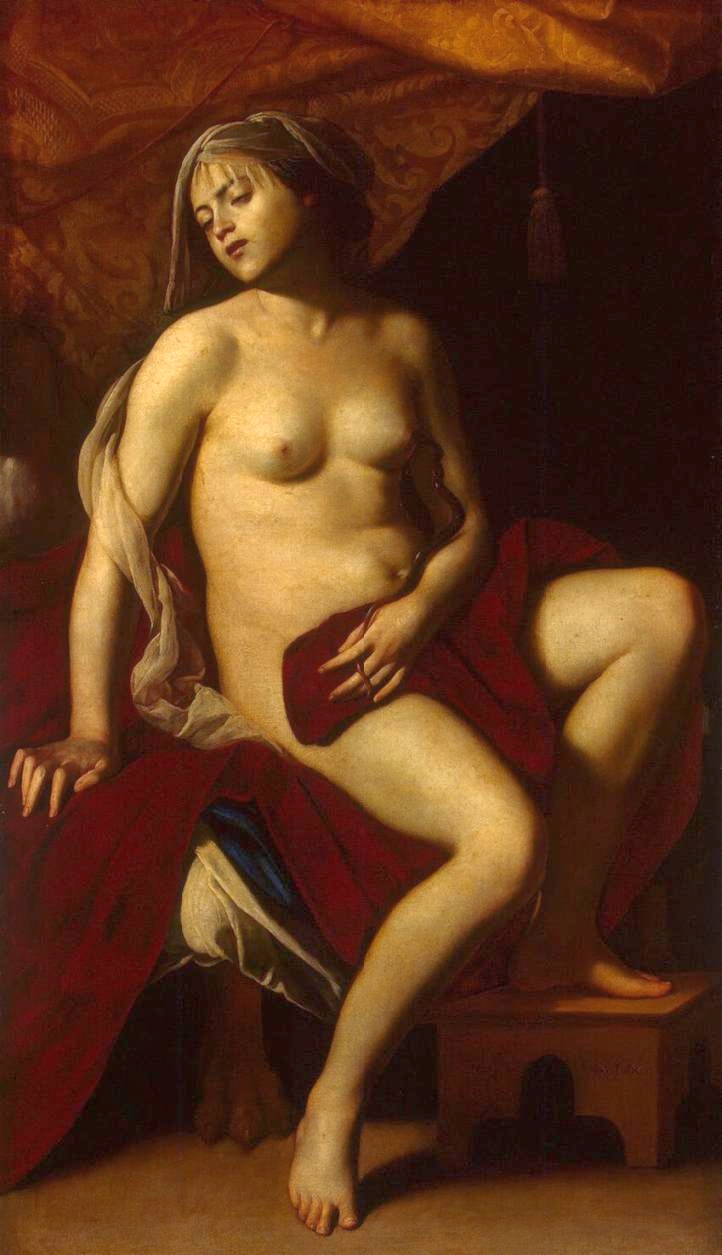

Bên cạnh đó, sự vĩ đại khó tin của hệ thống các Kim tự tháp Ai Cập cổ đại đã khiến người phương Tây nảy sinh ra giả thuyết về việc Kim tự tháp chính là công trình của người ngoài hành tinh. Tác giả Von Däniken cho biết rằng Ai Cập cổ đại với các công trình kiến trúc vĩ đại của phức hợp kim tự tháp Giza như Đại kim tự tháp Giza và Đại Nhân sư Giza, đã trở thành một công trình "tuyệt vời, được làm sẵn" mà nền văn minh này sản sinh ra một cách đột ngột và không có sự chuyển đổi và phát triển. Những người ủng hộ thuyết phi hành gia cổ đại cho rằng những địa điểm như kim tự tháp Giza thay vào đó được xây dựng do người ngoài hành tinh. Tuy nhiên, bằng chứng khảo cổ học không chỉ chứng minh quỹ đạo văn hóa lâu dài của Ai Cập thời tiền sử mà còn chứng minh quá trình phát triển mà người Ai Cập cổ đại đã trải qua.
Những ngôi mộ của người Ai Cập bắt đầu bằng việc những người lãnh đạo quan trọng của các ngôi làng được chôn cất trong nền đá và được bao phủ bằng những ụ đất. Cuối cùng, các Pharaoh đầu tiên có những ngôi mộ được bao phủ bởi các cấu trúc hình vuông, gạch bùn, một tầng được gọi là mastabas và kim tự tháp bậc được phát triển từ nhiều mastabas được xếp chồng lên nhau trong một cấu trúc. Điều này dẫn đến việc xây dựng Kim tự tháp bậc thang của pharaoh Djoser tại Saqqara, được biết đến từ các ghi chép là được xây dựng dưới bàn tay của những kiến trúc sư và cố vấn Ai Cập cổ đại Imhotep. Chính pharaoh Sneferu là người đã chuyển kim tự tháp của mình từ dạng bậc thang thành kim tự tháp thực sự giống như các kim tự tháp nổi tiếng ở Giza. Một tư liệu giấy cói giống như nhật ký được lưu giữ từ một quan chức tên là thanh tra Merer cũng đã được phát hiện có ghi chép về việc xây dựng Đại Kim Tự Tháp.

## Thế kỷ XXI

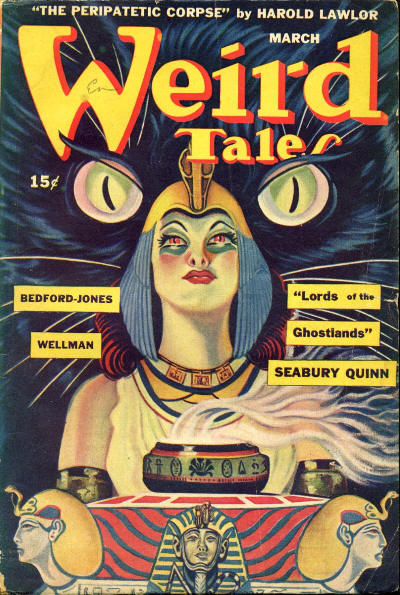
Hình ảnh Ai Cập trong truyện tranh Weird Tales

Loạt phim ngắn của HBO có tựa đề Rome có một số tập lấy bối cảnh ở Ai Cập Hy Lạp-La Mã. Những công trình tái tạo trung thực của một triều đình Ai Cập cổ đại (trái ngược với nền văn hóa Hy Lạp hóa đúng đắn về mặt lịch sử) được xây dựng trong studio Cinecittà ở Rome. Bộ truyện mô tả những câu chuyện được dàn dựng hóa về mối quan hệ giữa Cleopatra, Ptolemy XIII, Julius Caesar và Mark Antony. Cleopatra do Lyndsey Marshal thủ vai và phần lớn phần thứ hai được dành riêng cho các sự kiện dẫn đến vụ tự sát nổi tiếng của Cleopatra và người tình của bà là Mark Antony vào năm 30 trước Công nguyên. La Reine Soleil là một bộ phim hoạt hình năm 2007 của Philippe Leclerc, có các nhân vật Akhenaten, Tutankhaten (sau này là Tutankhamun), Akhesa (Ankhesenepaten, sau này là Ankhesenamun), Nefertiti và Horemheb trong một cuộc đấu tranh phức tạp giữa các tư tế của Amun chống lại thuyết độc thần không khoan dung của Akhenaten.
Ca sĩ người Mỹ Katy Perry phát hành bài hát Dark Horse vào năm 2013 và cốt truyện của video âm nhạc cho bài hát đã được thiết lập từ Memphis cổ đại. Video có nhiều biểu tượng Ai Cập cổ đại và nhiều chi tiết trong đó chính xác về mặt lịch sử mặc dù không được tham khảo bất kỳ các nhà Ai Cập học nào trong quá trình sản xuất video. Kiểu trang điểm ngọc lam mà Katy Perry mặc trong video có lẽ đã được sử dụng ở Ai Cập cổ đại, chiếc váy cô mặc có kiểu dáng tương tự như trang phục Graeco-La Mã được mặc bởi các quý tộc như Cleopatra, video có tính năng Con mắt của Horus một biểu tượng quyền năng ở Ai Cập cổ đại và những bức tranh đằng sau ngai vàng mà Katy Perry ngồi trên dường như được tạo ra dựa trên những ví dụ có thật từ các ngôi mộ Ai Cập cổ đại. Album năm 2017, ambum 20s A Difficult Age của nghệ sĩ thu âm Marcus Orelias, một trong những bài hát có tựa đề "Aset" (cách viết ban đầu của tên "Isis"). Video âm nhạc do đạo diễn Luis Montoya chỉ đạo có chữ tượng hình của Isis trong thẻ bài.

## Hình ảnh

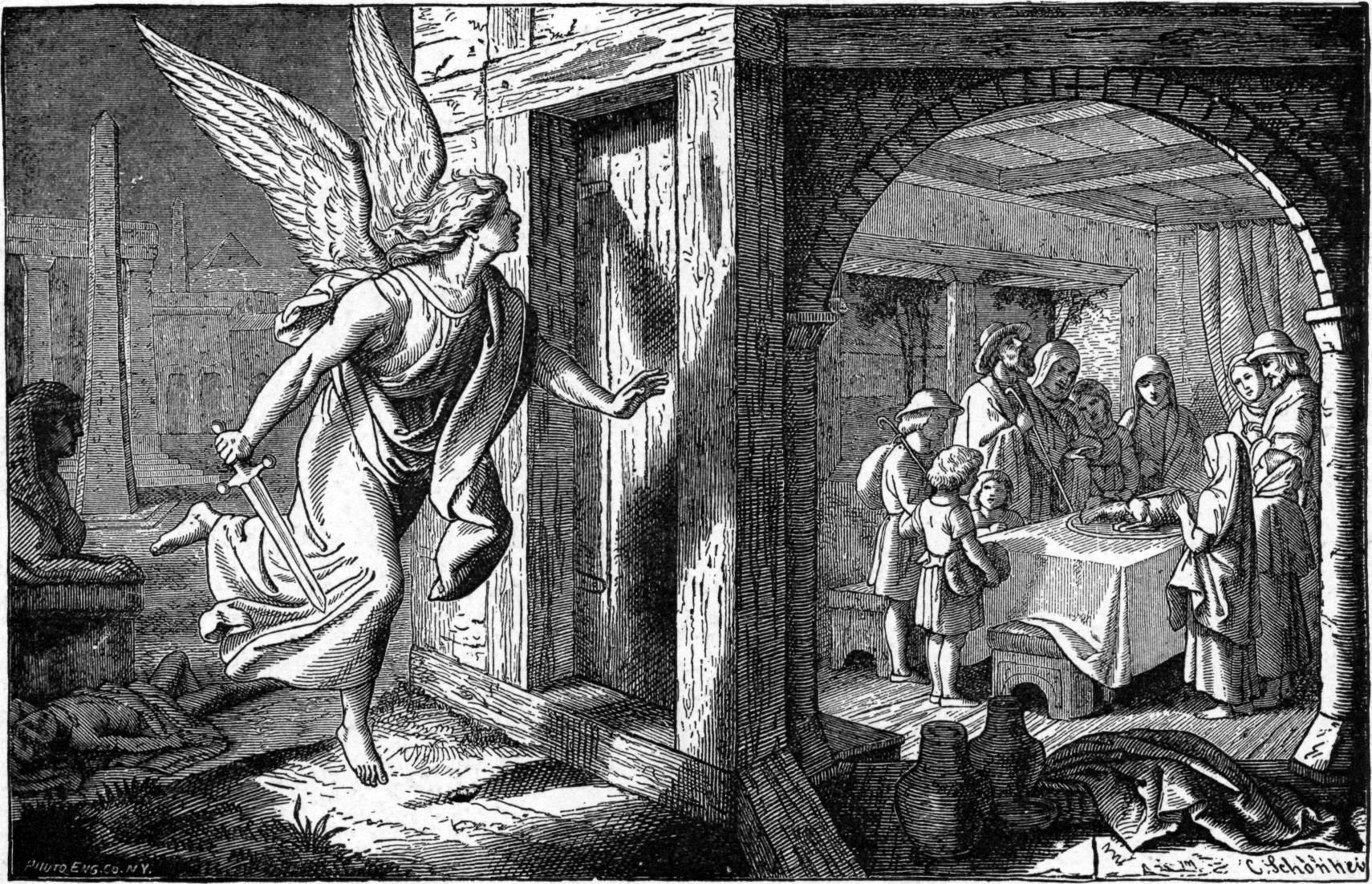
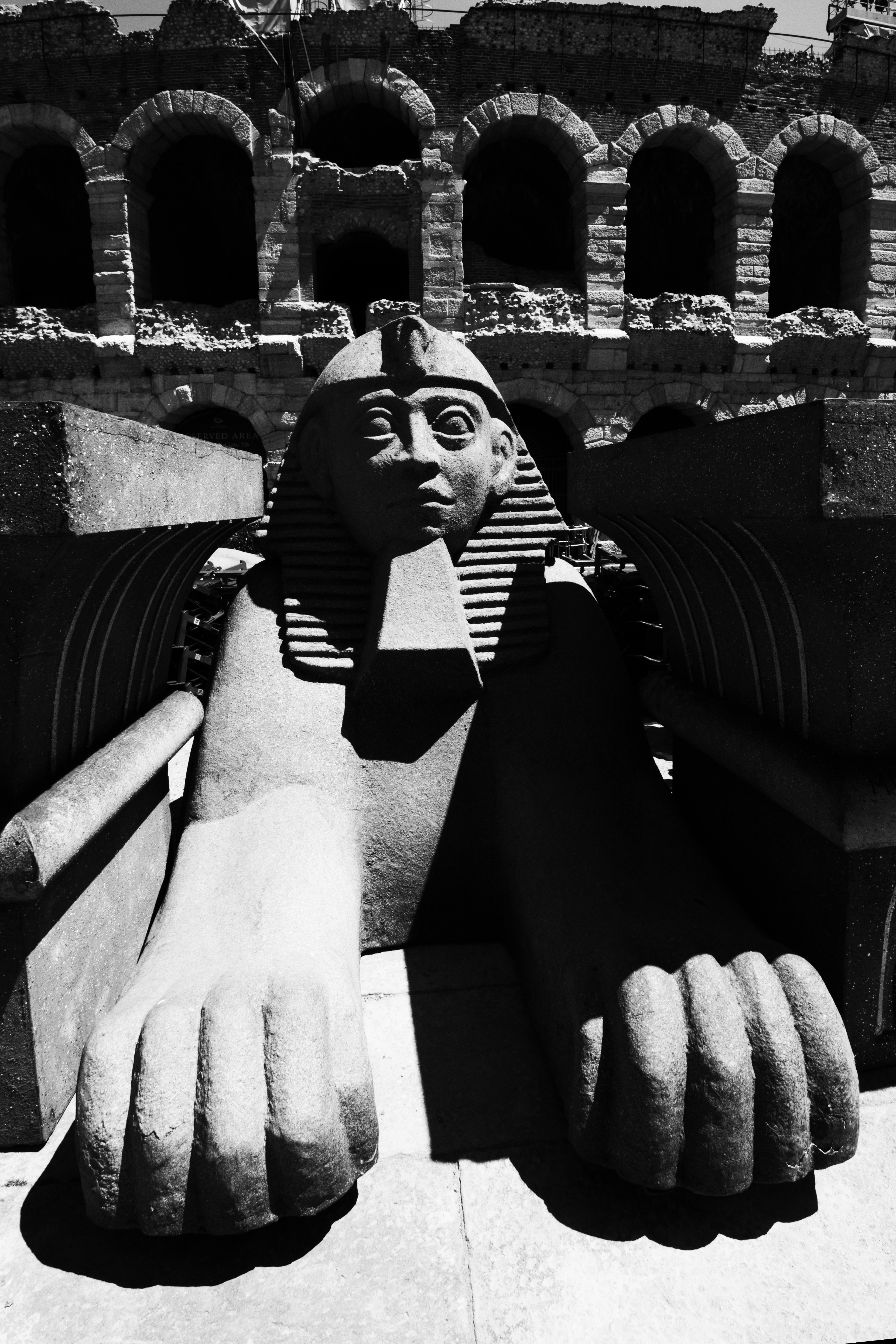
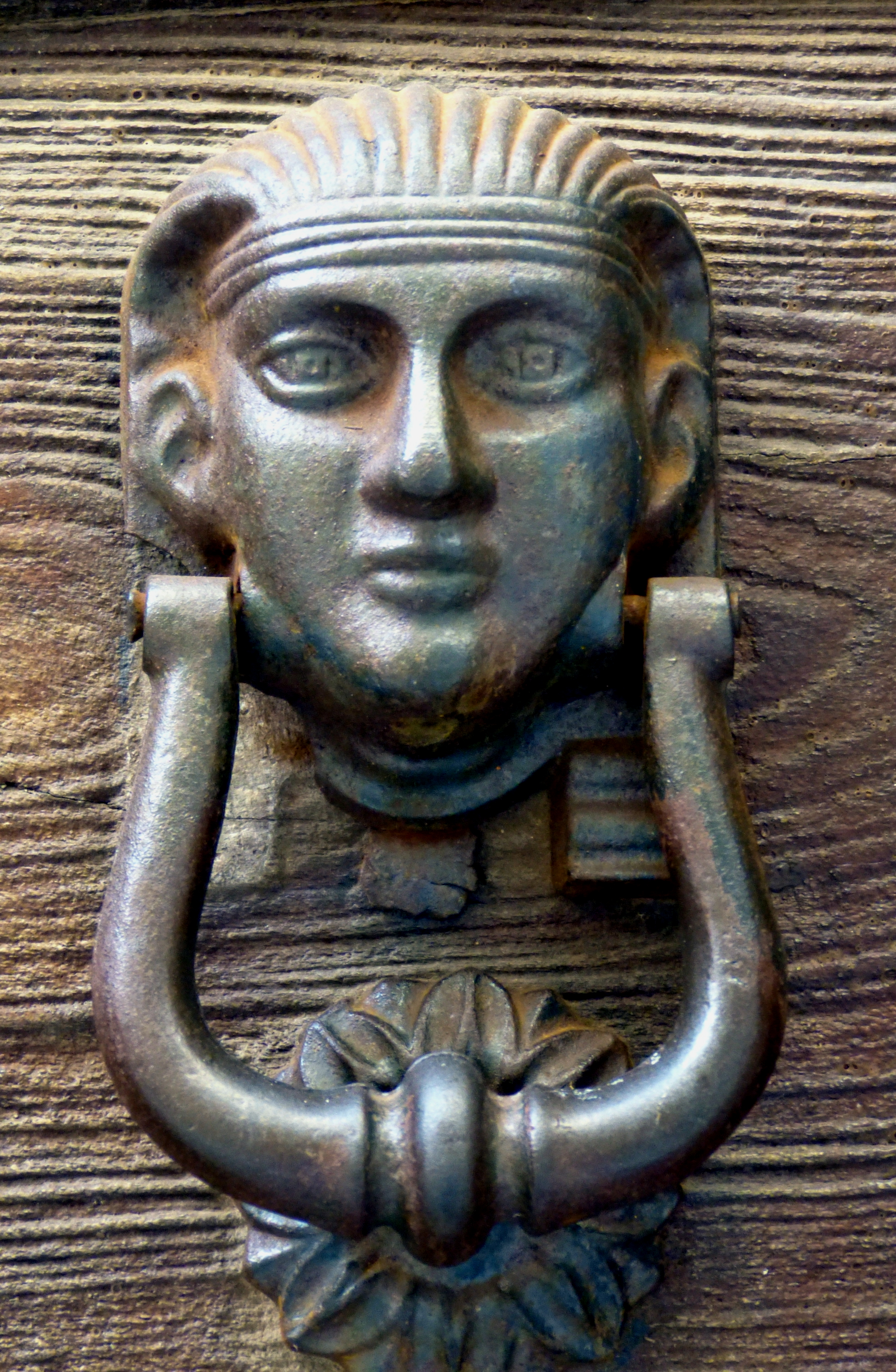
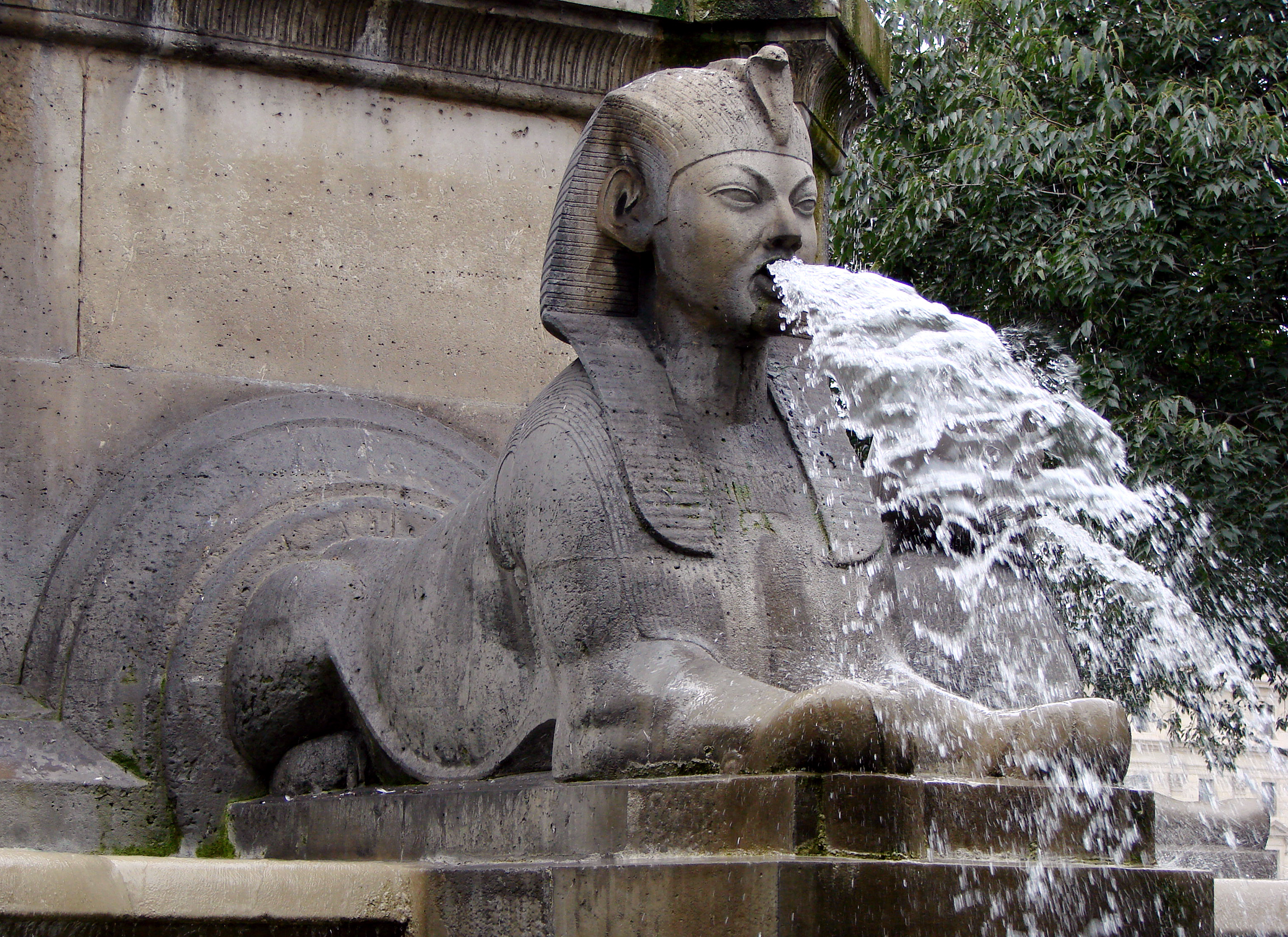
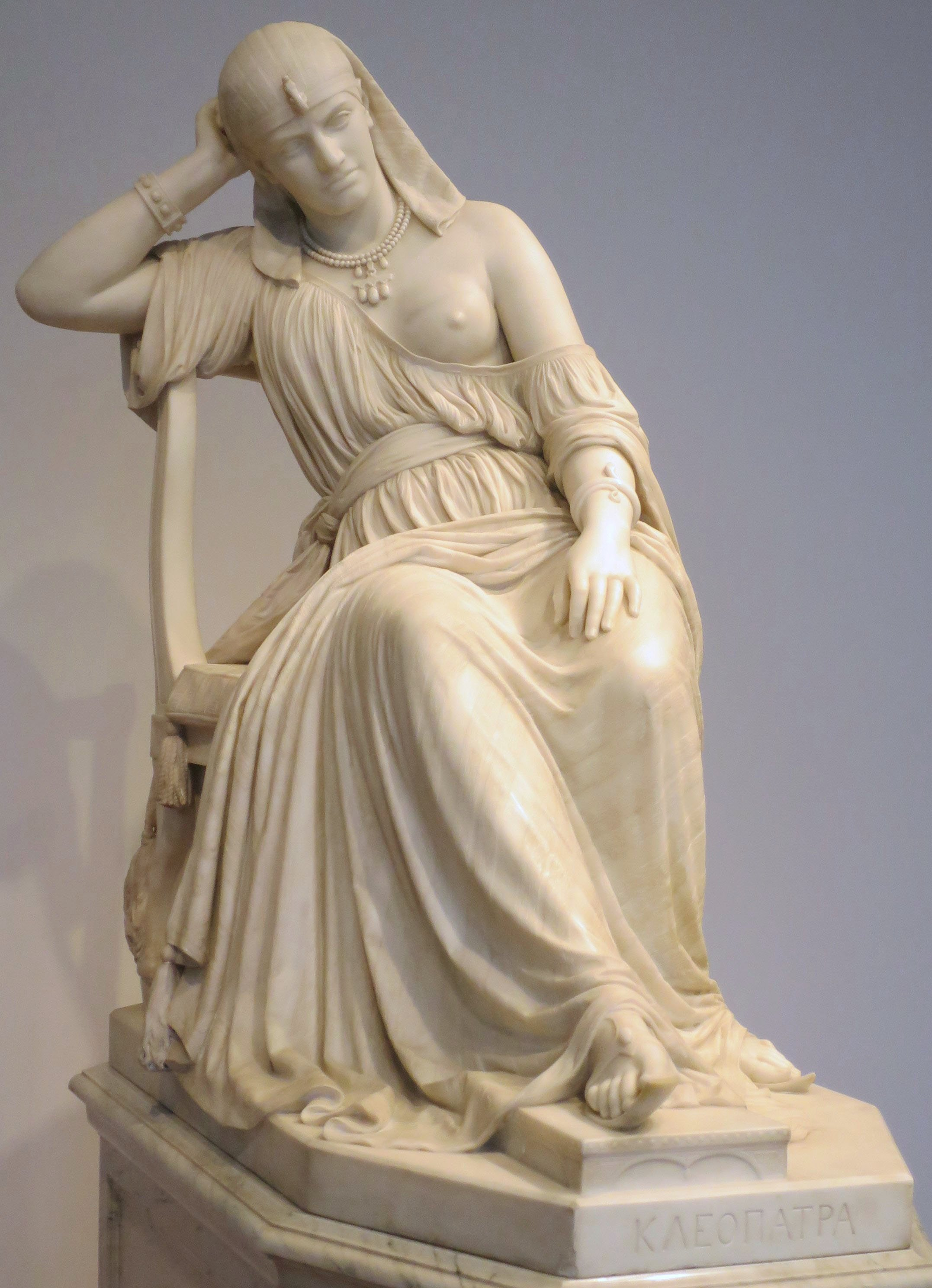
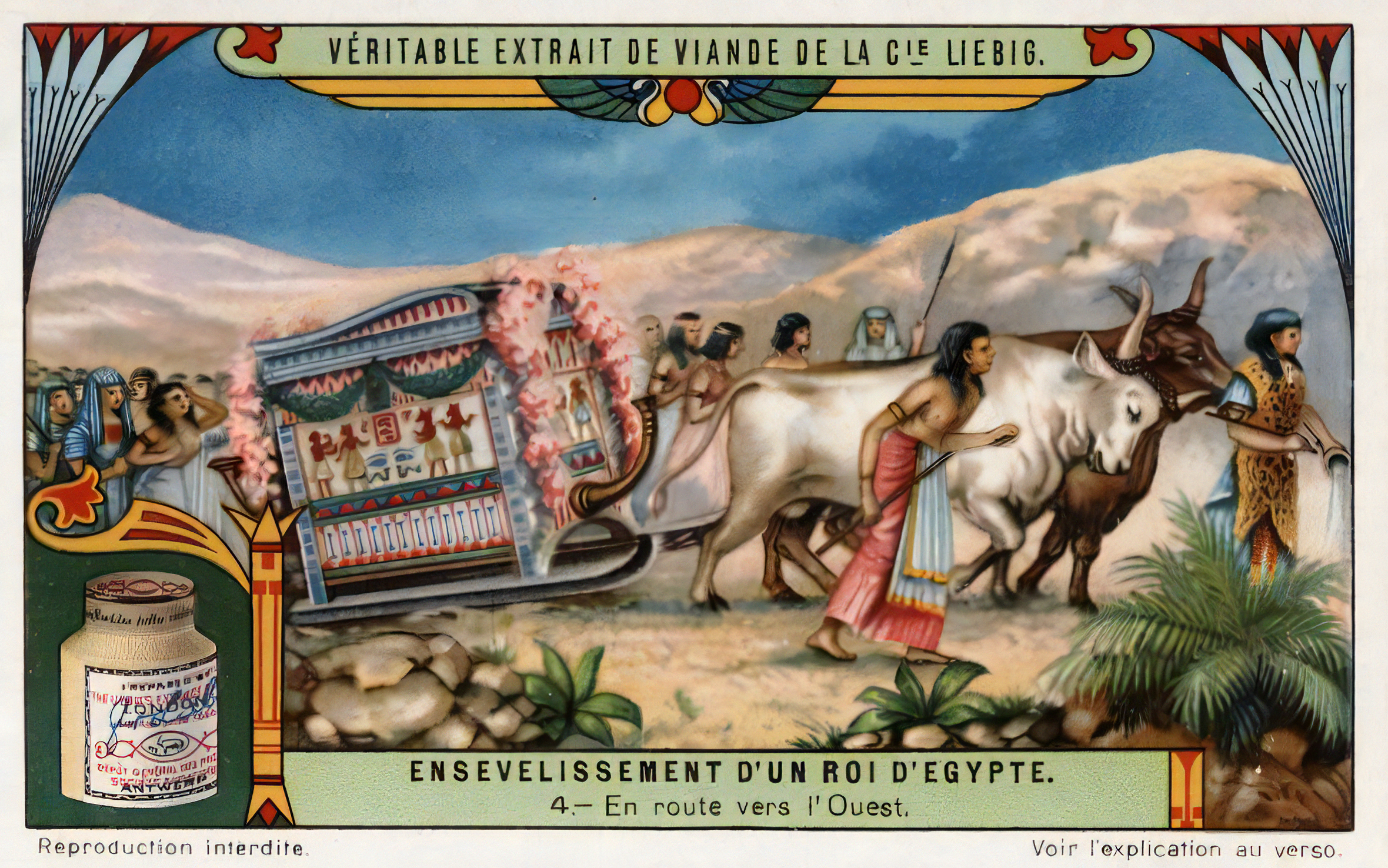
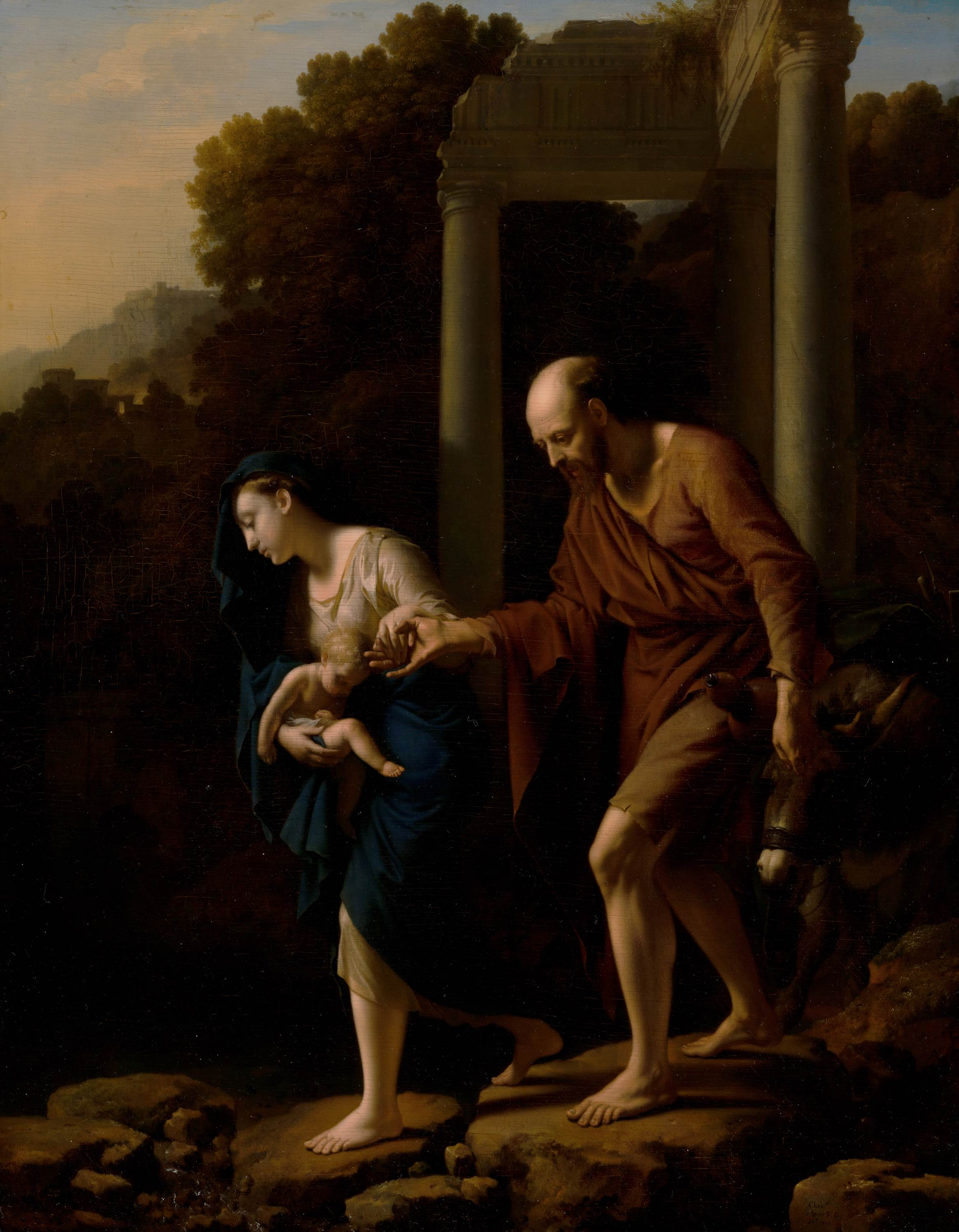